# Asunción
Asunción (en guaraní: Paraguay), oficialmente llamada Ciudad de la Asunción, es la capital y ciudad más poblada del Paraguay, ubicada en el centro-oeste de la Región Oriental. Es un municipio de primer orden administrado como distrito capital y no está integrado en ningún departamento. Limita al norte con el río Paraguay que lo separa del departamento de Presidente Hayes y de la Región Occidental; al este y sur con el departamento Central; y al oeste con el río Paraguay, que lo separa de la República Argentina por lo que es una ciudad fronteriza. Fue fundada como Nuestra Señora de la Asunción el 15 de agosto de 1537 por Juan de Salazar de Espinosa, lo que la hace una de las ciudades más antiguas de Sudamérica.
De acuerdo a InSight Crime, es la tercera capital más segura de América Latina, detrás de Buenos Aires y Santiago. Según datos del censo paraguayo de 2022, cuenta con 462 241 habitantes, mientras que su área metropolitana (conocida como Gran Asunción) supera los 2,3 millones de habitantes, convirtiéndola en la zona más densamente poblada del Paraguay, y también la más productiva, al concentrar el 49.2% del PIB Nacional. Asunción es la tercera jurisdicción (o división política) más poblada del país, superada por los departamentos Central y Alto Paraná. 
Es sede de los tres poderes estatales (Ejecutivo, Legislativo y Judicial), del Centro Cultural de la República y de los distintos organismos y entidades del Estado. También fue el principal puerto fluvial del país, función que Villeta ocupa en la actualidad. A pesar de las coyunturas a lo largo de su historia, Asunción continúa siendo el centro de las actividades nacionales y culturales. Desde la capital se imparten las principales resoluciones y proyectos estatales, se centraliza las entidades bancarias, económicas, culturales, diplomáticas, sociales, gremiales e industriales del país, así como la mayoría de las principales rutas, hacia las principales ciudades del país. Es sede del Tribunal Permanente de Revisión del Mercosur. En el área metropolitana de Asunción, distrito de Luque, se encuentra la sede de la Confederación Sudamericana de Fútbol. 
Está ubicada en una zona estratégica para el Mercosur, en el centro-norte del Cono Sur. Esta posición geográfica le permite una relativa proximidad a ciudades como Buenos Aires, Montevideo, Córdoba, Rosario, Curitiba, São Paulo, Porto Alegre, Santa Cruz de la Sierra, y otras ciudades importantes de la región. Se encuentra a unos 1300 km del océano Pacífico y a unos 1000 km del océano Atlántico, distancias entre los océanos relativamente equidistantes, un factor que propicia el crecimiento económico y le encamina a convertirse en una especie de eje para la región.
Es considerada una ciudad global de categoría «Gamma» por el Estudio GaWC del año 2018. La ciudad se ubica entre las capitales más baratas del mundo, y últimamente como una de las mejores ciudades para la inversión, tanto de construcciones como de servicios, siendo así una de las ciudades de la región con más crecimiento económico en la actualidad.

## Toponimia
El nombre oficial de la ciudad es «Nuestra Señora de la Asunción», según el acta de fundación del Cabildo, fechada el 16 de septiembre de 1541. El fuerte que la precedió fue establecido, con el mismo nombre, el 15 de agosto de 1537 por Juan de Salazar de Espinosa, día en que la Iglesia Católica conmemora la Asunción de María.
Asunción proviene del sustantivo latino, de uso eclesiástico, assumptīō, definido como: «hecho de ser elevada en cuerpo y alma al cielo la Virgen María» y debe distinguirse de la Ascensión de Jesús. Si bien el dogma no se proclamó hasta 1950, la festividad se remonta al siglo IX y era especialmente celebrada en España y América.

## Historia

### Inicios: época virreinal

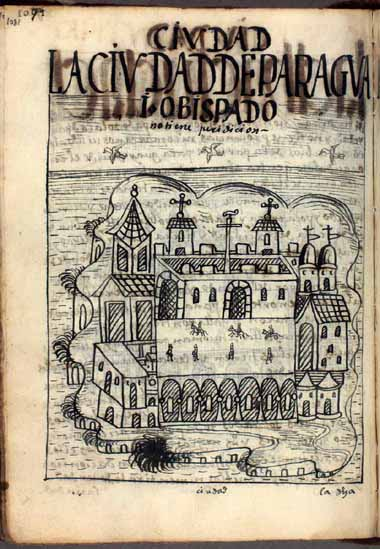
Asunción en 1615, por Felipe Guamán Poma de Ayala

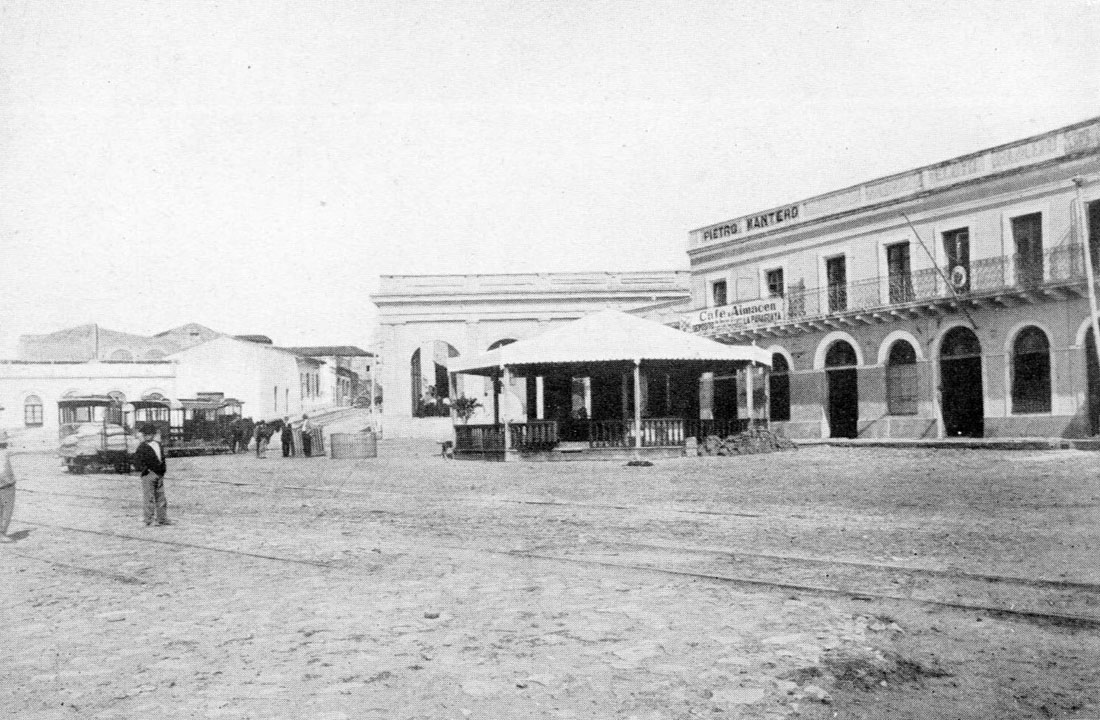
Antiguo puerto de Asunción en 1892.

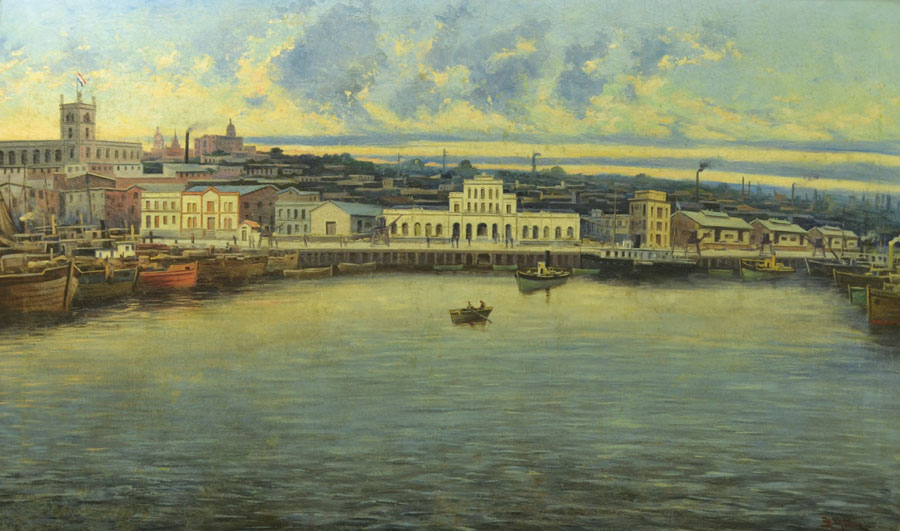
Puerto de Asunción 1940

Su acta de fundación se fechó el 16 de septiembre de 1541, momento en que su cabildo fue instituido por el teniente gobernador Domingo Martínez de Irala, acto que elevó a la categoría de ciudad lo que era un fuerte militar, erigido con el mismo nombre el 15 de agosto de 1537 por Juan de Salazar de Espinosa. La fundación del fuerte que daría vida a la ciudad de Asunción se llevó a cabo en el territorio de los guaraníes-carios, pueblo con el que los conquistadores hispanos hicieron alianza. Asunción tuvo su auge en la segunda mitad del siglo XVI, para luego decaer a causa de su aislamiento geográfico y el olvido en que cayó la provincia paraguaya para la metrópoli.
Hacia 1542, una sirvienta guaraní de Asunción conocida como la India Juliana asesinó a su amo español e instó a las demás mujeres indígenas a hacer lo mismo, terminando ejecutada por orden del adelantado Alvar Núñez Cabeza de Vaca. Su rebelión es considerada una de las primeras insurrecciones indígenas registradas de la época, y su figura una de las más destacadas en la historia de las mujeres de Paraguay, 
Entre las mujeres de la primitiva Asunción se registra a Isabel de Guevara quién casó con Pedro de Esquivel, oficial llegado con Alvar Nuñez Cabeza de Vaca.
El sitio donde hoy se ubica la ciudad, habitado en un principio por indios carios, fue probablemente visitado por Juan de Ayolas en la expedición que ordenó Pedro de Mendoza desde la primera Buenos Aires, y es por esta razón que a Ayolas se le atribuía antes su fundación; pero luego se comprobó que el fuerte llamado Nuestra Señora de la Asunción fue fundado el 15 de agosto de 1537 por Juan de Salazar de Espinosa, quien justamente había ido en búsqueda de Ayolas. Dicho fuerte se convirtió en ciudad con la creación del Cabildo el 16 de septiembre de 1541, puesto que hasta ese entonces solo existía un gobierno de carácter militar.
Durante el Virreinato en 1731, hubo en Asunción una revuelta dirigida por José de Antequera y Castro, Este alzamiento fallido se conoce como la Revuelta de los Comuneros.

### Periodo post-independencia
En Asunción, los próceres de la independencia, en la noche del 14 de mayo de 1811 y en la madrugada del día siguiente, lanzaron el movimiento revolucionario paraguayo que fue dirigido militarmente por el capitán Pedro Juan Caballero. Vicente Ignacio Iturbe, quien fue uno de los próceres, se llegó hasta la residencia de Bernardo de Velasco. Este no aceptó la propuesta de entregar la plaza, todo el armamento y las llaves del cabildo; entonces, los próceres emplazaron ocho cañones frente a la casa del gobernador, e Iturbe llevó una nueva intimación, imponiendo un plazo breve a la respuesta.
Velasco comprendió que era inútil resistirse y se rindió. Al conocerse la rendición de Velasco se dispararon 21 cañonazos y se creó una bandera, la cual representaría a la nueva nación.
El pueblo, al darse cuenta de lo ocurrido, exteriorizó su alegría en la plaza. Esta fue la única declaración de independencia pacífica en la América del siglo XIX; lo cierto es que los españoles se vieron imposibilitados de atacar ya que las Provincias Unidas del Río de la Plata, que enfrentaban a los españoles, impedían todo avance de estos hacia el Paraguay.
Ya en la época independiente, durante el gobierno de José Gaspar Rodríguez de Francia, la mayor parte del centro fue demolida para rehacer la planta urbana en forma de cuadrícula. Luego de la Guerra de la Triple Alianza (1864-1870), Asunción fue ocupada por tropas brasileñas y aliadas desde enero de 1869 (hecho conocido como Saqueo de Asunción) hasta 1876. Al terminar la Guerra de la Triple Alianza, Asunción inició su reconstrucción. A finales del siglo XIX, así como a comienzos del siglo XX, comenzó a llegar un flujo considerable de inmigrantes procedentes de Europa y del Imperio otomano, lo cual imprimió a la ciudad un importante cambio en su panorama urbano; se construyeron numerosas edificaciones y Asunción volvió a vivir una época de prosperidad que no conocía desde antes de la guerra.

A finales de la Guerra de la Triple Alianza, Asunción ya contaba con el servicio de tranvías, uno de los transportes más modernos de la época, hasta finales del siglo pasado. 

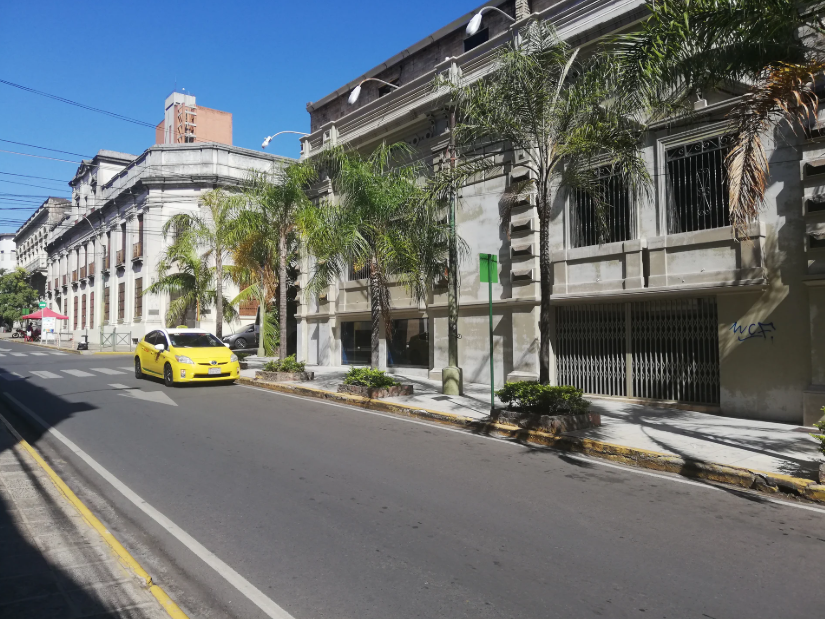
Calle Palma, en el centro histórico.

### SigloXXhasta la actualidad
Entre los años 1932 y 1935 el Paraguay se enfrentó en un conflicto bélico con Bolivia en la Guerra del Chaco y en ese entonces Asunción se convirtió en un lugar de socorro y ayuda para los heridos de la contienda. El estadio «Defensores del Chaco» ubicado en el barrio Sajonia, debe su nombre justamente a que en este lugar se reclutaba al ejército que iría a combatir ante los bolivianos en defensa del Chaco.
Asunción ha sido la primera ciudad totalmente urbana del Paraguay desde mitad del siglo XX aproximadamente. Por otra parte, hasta principios de la década de 1980, Asunción era la única ciudad del Paraguay con más de 100 000 habitantes, teniendo en cuenta que la población rural predominaba en Paraguay. Pero a finales de esta década, inició el éxodo rural en el país, contribuyendo con el aumento demográfico —especialmente urbano— del departamento Central (parte del actual Gran Asunción). En consecuencia, la población de Asunción permaneció prácticamente estancada desde entonces.
En marzo de 1991 en la ciudad de Asunción, apenas a dos años del golpe de Estado al gobierno de Alfredo Stroessner —que duró casi 35 años—, se firma el Tratado de Asunción estando presentes y firmando los presidentes de Argentina, Brasil, Uruguay y Paraguay, tratado que da origen al Mercado Común del Sur (MERCOSUR) —organización de integración regional—.
Desde el año 1993, Asunción pasa a ser un municipio autónomo administrado como distrito capital y no está integrado formalmente a ningún departamento. Antes de 1993, administraba el departamento Central —aunque no formaba parte de ella desde 1973—. Posteriormente la ciudad de Areguá -una ciudad de tinte colonial- pasó a administrar el departamento como su capital hasta la actualidad.
En mayo del 2000, el edificio del Congreso es atacado por tanques en medio de un fallido golpe de Estado, lo que desencadenó que el presidente decretara estado de excepción a nivel nacional. En agosto de 2004, la ciudad sufre la tragedia más grande de la historia del país, después de la Guerra del Chaco, con la Tragedia de Ycua Bolaños —incendio ocurrido en un supermercado de la cadena Ycua Bolaños—, incendio que se cobró más de 300 vidas y centenares de heridos.
Debido al crecimiento desenfrenado y la falta de planificación urbana e infraestructura de la capital y de sus zonas aledañas —de los últimos años—, hacen de Asunción una ciudad con problemas parecidos a las grandes metrópolis del mundo (ej.: tráfico intenso en horas pico, insuficiencia de servicios, entre otros). Sin embargo, a su vez se registran decenas de inversiones en la ciudad, siendo una de las ciudades con más crecimiento económico en la región. Para mejorar la situación del transporte, se proyectan varias alternativas como el metrobús o el tren eléctrico, entre otros. También la construcción de más viaductos y túneles.
Así mismo, Asunción ha sido el punto de encuentro de las mayores manifestaciones del Paraguay, siendo las más recientes: como el Marzo Paraguayo del 1999 (en el que asesinaron a tiros a 8 manifestantes y provocó la renuncia del entonces presidente Cubas), la destitución del presidente Lugo en 2012 (que provocó la suspensión de Paraguay en el Mercosur), o la crisis política del 2017 (manifestantes incendiaron el edificio del Congreso), entre otros.

## Geografía
Se ubica en la orilla izquierda (Oriental) del río Paraguay, casi frente a la confluencia de este con el río Pilcomayo, bordeando la bahía de Asunción. Al noreste limita con la ciudad de Mariano Roque Alonso, al este con Luque y Fernando de la Mora, y al sur con Lambaré y Villa Elisa. Al oeste y norte limita con el río Paraguay, separándole de la República Argentina y de la Región Occidental del país, respectivamente.

| Noroeste: Río Paraguay | Norte: Río Paraguay        | Nordeste: Mariano Roque Alonso |
| Oeste: Río Paraguay    |                            | Este: Luque                    |
| Suroeste: Río Paraguay | Sur: Lambaré y Villa Elisa | Sureste: Fernando de la Mora   |

### Orografía

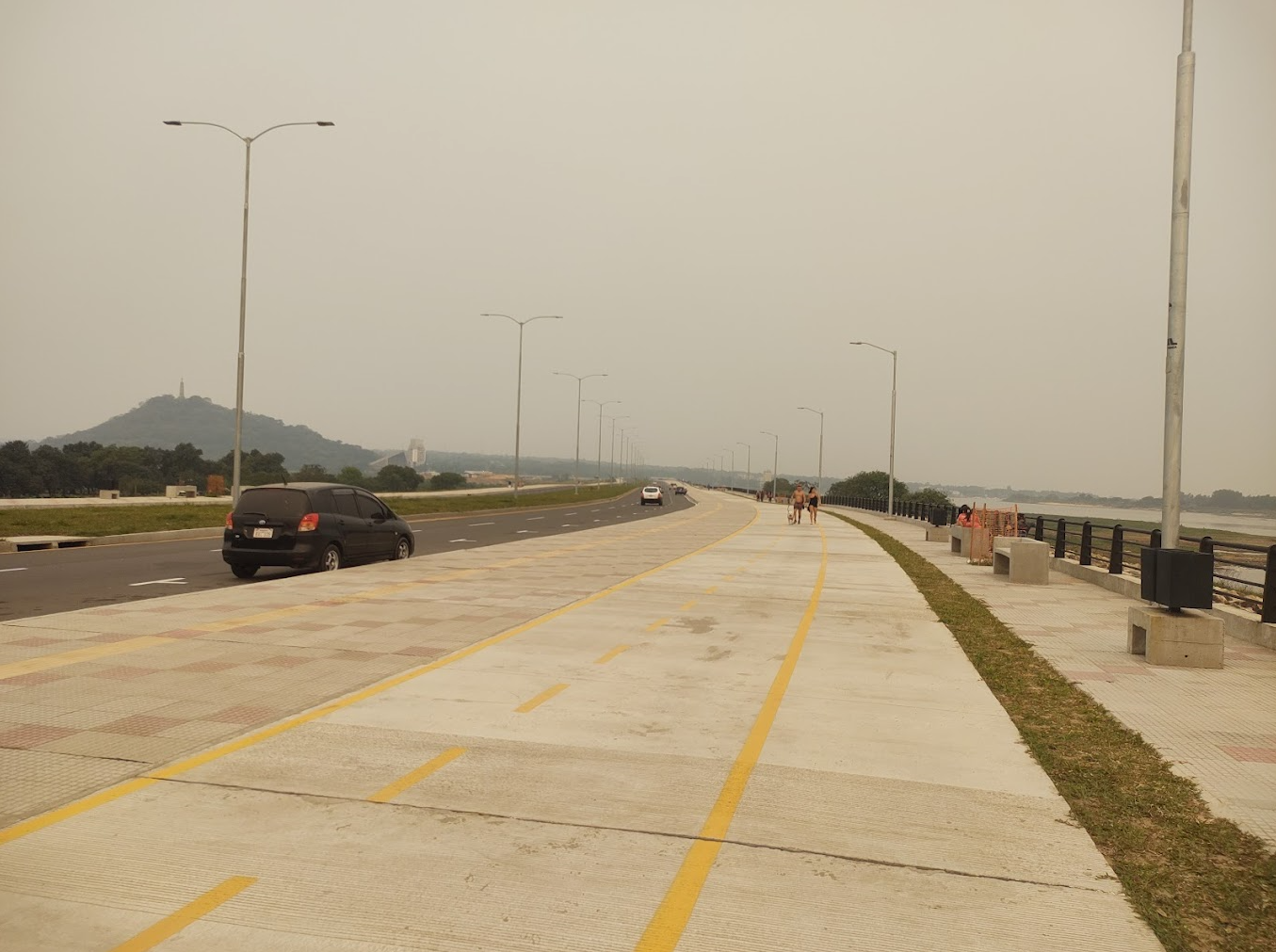
La Costanera Sur con el cerro Lambaré.

La orografía de la ciudad se caracteriza por ser irregular, en parte a causa de «las siete colinas» que se podían divisar desde el río al llegar a la ciudad. El «Casco Histórico» se asienta sobre una colina, en cuyo punto más alto se encuentra la Iglesia de la Encarnación y conserva el plano característico de las poblaciones de la época colonial. Uno de los puntos más altos y característicos de la ciudad es el cerro Lambaré, con 160 m s. n. m.; sin embargo, estrictamente hablando, el punto más elevado de Asunción es la calle Colina Alta, del barrio Nazareth, con 169 m s. n. m. (ubicada cerca de la Copetrol de la avenida República Argentina).
Las 7 colinas de Asunción, son:
- Loma Kavará, el área fundacional de Asunción.
- Loma San Jerónimo: donde antiguamente existía una ermita dedicada a dicho santo.
- Loma Clavel: donde se encuentra actualmente el cuartel de Infantería de la Marina.
- Loma Cachinga: donde se encuentra actualmente el Hospital de Clínicas.
- Loma del Mangrullo: donde se encuentra actualmente el «Parque Carlos Antonio López».
- Loma de la Encarnación: donde se encuentra actualmente la Iglesia de la Encarnación.
- Loma de las Piedras de Santa Catalina, donde se encuentra actualmente la «Escalinata de Antequera».

Otra elevación importante fue el cerro Tacumbú, pero en la década de 1950 empezaron los trabajos de explotación de este para la pavimentación de las calles de Asunción. Hoy día solo queda una laguna a consecuencia de la imposibilidad de succión de las aguas por parte de las rocas que allí quedaron. La cantera dejó de funcionar debido a la urbanización de la zona. Su cota actual es de 91 m s. n. m.

### Hidrografía

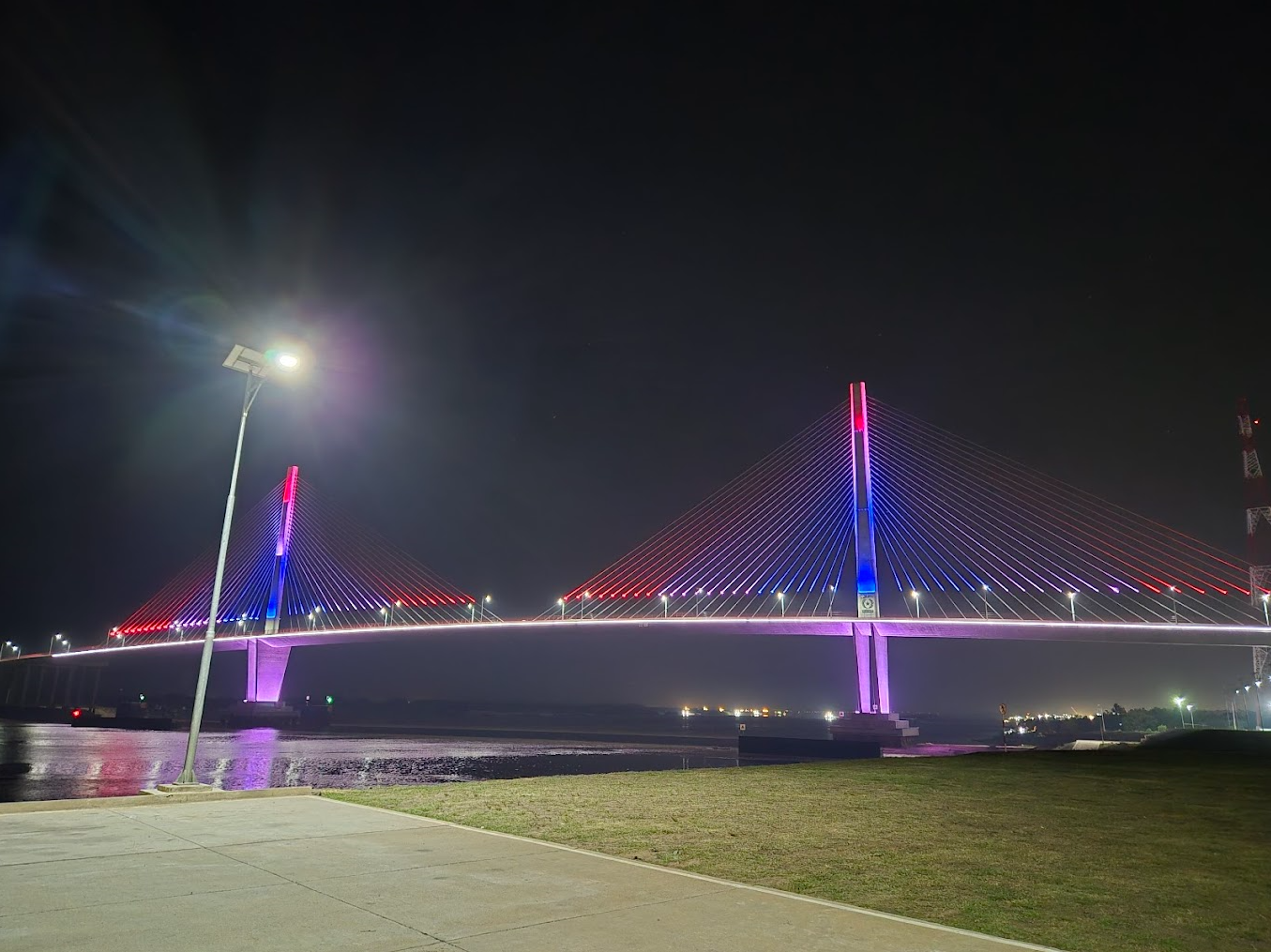
Puente Héroes del Chaco sobre el río Paraguay, que conecta Asunción con Nueva Asunción.

El río Paraguay es el cuerpo hidrográfico más importante de la ciudad, ya que a través de este desarrolla el comercio fluvial, y también es un gran atractivo turístico.
La bahía de Asunción está separada del gran río Paraguay por el Banco San Miguel, una angosta península de tierras bajas que se ubica en el límite de dos distintas regiones, geográficas y ecológicas, del Paraguay: el Chaco Húmedo y el bosque Atlántico del Alto Paraná.
Otros cuerpos de agua importantes son: los arroyos Pozo Colorado, De los Patos, Ycuá Sati y Jaén. Todos estos corren escondidos bajo el pavimento de Asunción y desembocan en el río.

### Biogeografía

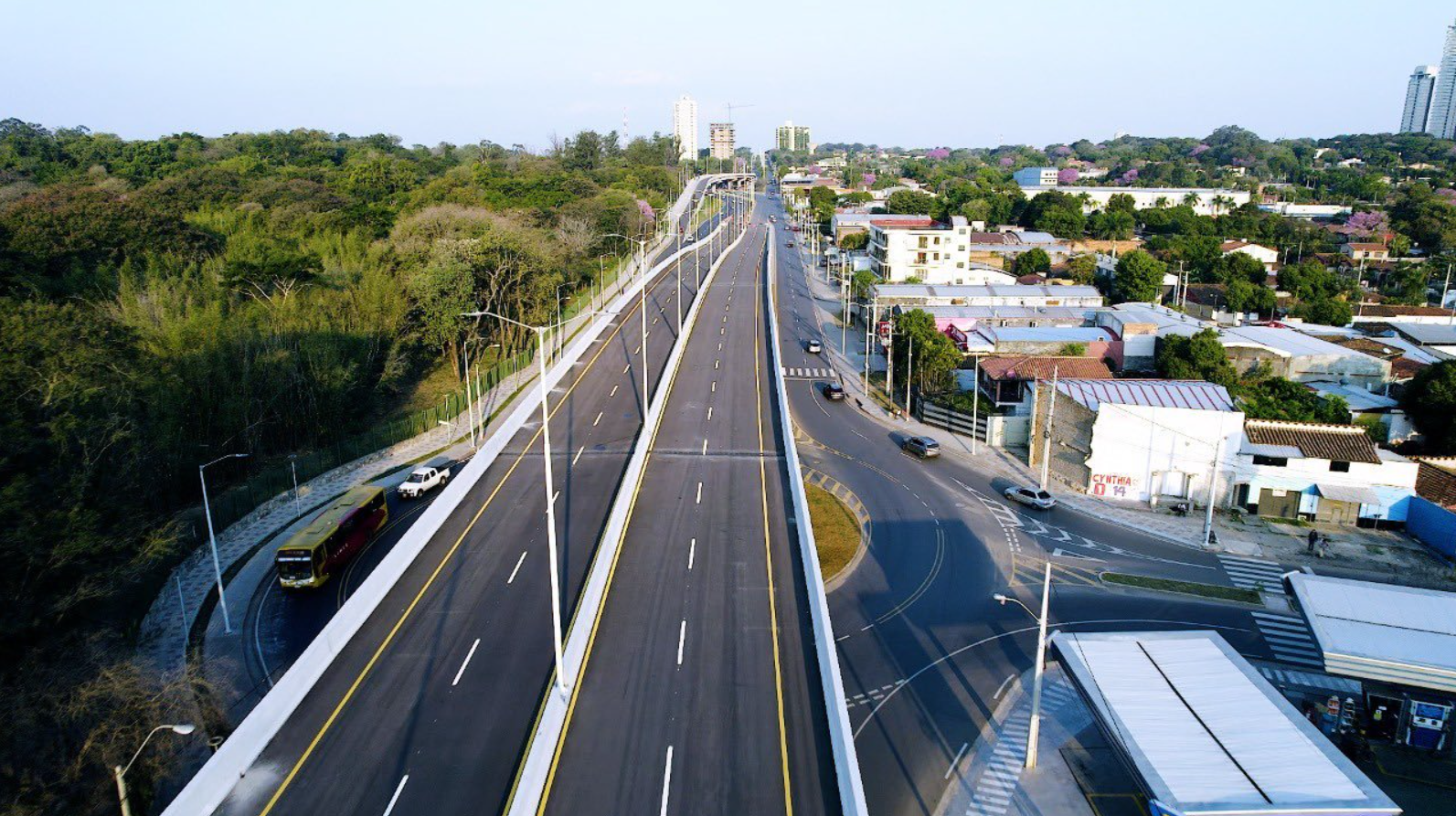
Corredor vial del Jardín Botánico (izq.), a la derecha se aprecia parte de las torres del Jade Park.

Las áreas biogeográficas de Asunción son dos, la zona de la bahía, y la zona interior. La zona interior estaba cubierta de frondosos bosques que conformaban parte del bosque Atlántico del Alto Paraná, estos superaban fácilmente los 40 m de altura. Entre las especies forestales comunes encontramos o encontrábamos al helecho arborescente o chachï (Alsophyla atrovirens), al lapacho rosado (Tabebuia heptaphylla), al yvyra pytä (Peltophorum dubium), al guatambú o yvyra ñeti (Balfourodendron riedelianum), el cedro o ygary (Cedrela fissilis), etc.
Entre los animales de gran porte que vivían en el área que actualmente es Asunción se encontraban el yaguareté (Panthera onca), el tapir (Tapirus terrestris), el águila harpía (Harpia harpyja), el mono capuchino (Sapajus apella), etc. Los últimos remanentes de este gran ecosistema se pueden apreciar en el Jardín Botánico y Zoológico de Asunción y en los alrededores del cerro Lambare; en estos lugares aún se pueden encontrar animales de mediano y pequeño porte, como el tucán toco (Ramphastos toco), el teju guasu (Tupinambis teguixin), la zarigüeya (Didelphis albiventris), la urraca paraguaya (Cyanocorax chrysops), el masakaragua'i o cucucucha (Troglodytes aedon), etc; mientras que algunas aves de pequeño porte como el cardenal (Paroaria coronata), la tórtola (Zenaida meloda), el chingolo o cachilito (Zonotrichia capensis), el jilguero dorado (Sicalis flaveola), el saijovy o celestino común (Thraupis sayaca), etc, conviven en las zonas densamente pobladas de la ciudad con la paloma doméstica, la cual es una especie invasora que se está reproduciendo a un ritmo acelerado, causando daños a las fachadas de los edificios y en algunos casos desplazando a la avifauna local.

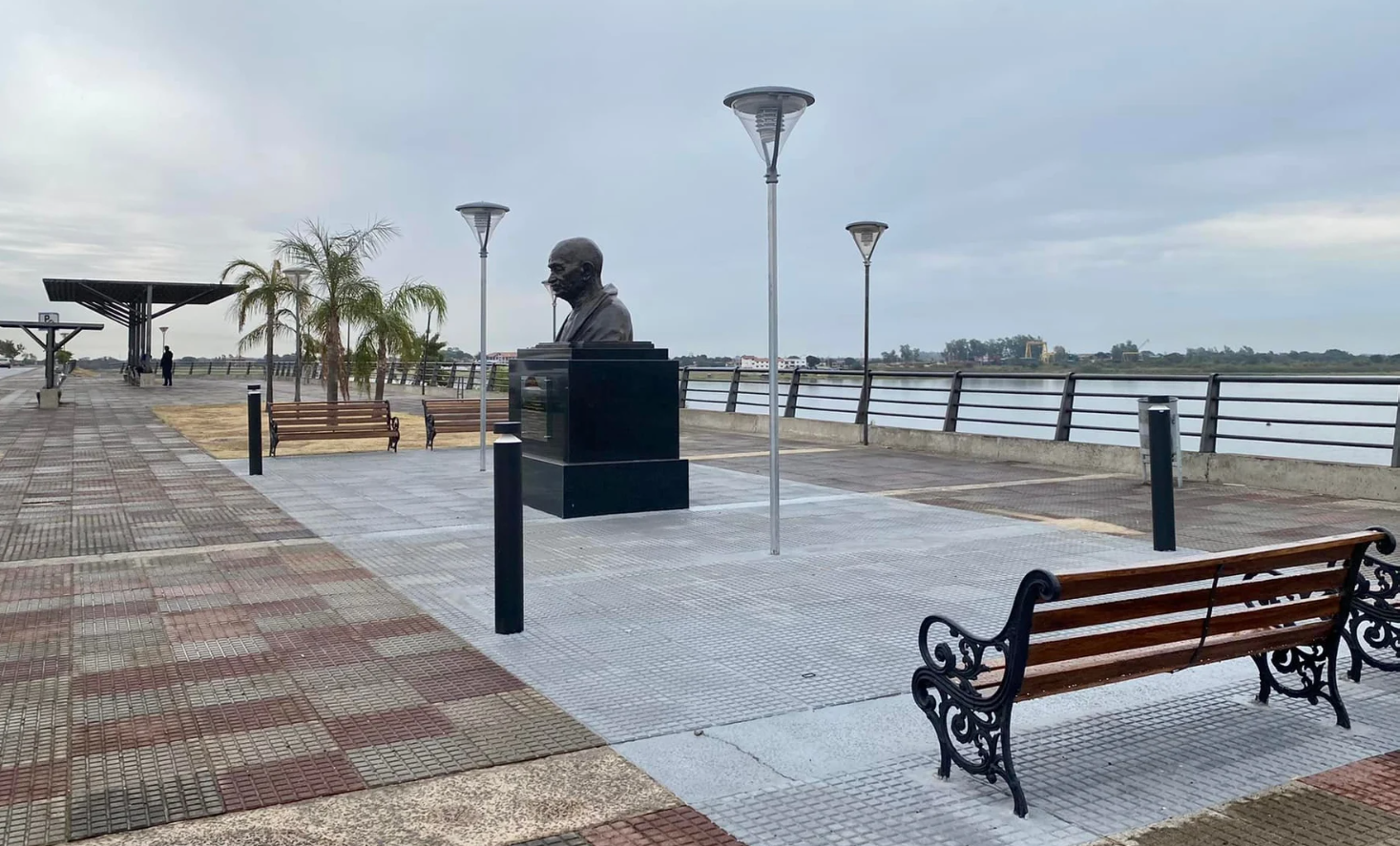
Busto de Gandhi en la costanera norte, a orillas del río Paraguay.

Por otro lado, la zona de la bahía tiene una superficie aproximada de 375 ha, y se ubica a solo 2 km del centro de Asunción. Es uno de los sitios más importantes de parada durante el recorrido de las aves migratorias neárticas y australes. La Bahía de Asunción cuenta con una amplia variedad de hábitats, aunque la disponibilidad de los mismos cambia a lo largo del año como resultado de las grandes fluctuaciones estacionales en el nivel de las aguas del río Paraguay, la profundidad y extensión de la inundación de la bahía varía considerablemente. Durante el invierno austral, cuando las aguas están abundantemente altas, la bahía está en gran parte bajo el agua, pero hacia el final de la estación cuando el nivel del agua cae, aparecen las playas arenosas y arcillosas (marismas). Si las aguas continúan retrocediendo, la mayoría de las marismas se secan y se tornan en pastizales algunos de los cuales se mantienen húmedos. Un total de 258 especies de aves han sido registradas, incluyendo 7 especies en peligro de extinción a nivel mundial y 28 especies que nidifican en América del Norte y migran hasta el Sur de Sudamérica. Más del 3 % de la población global de una de ellas, el playerito canela (Tryngites subruficollis), pasan por la bahía durante su migración hacia el Sur, convirtiendo a la bahía de Asunción en un Área importante para las aves (IBA).

### Clima

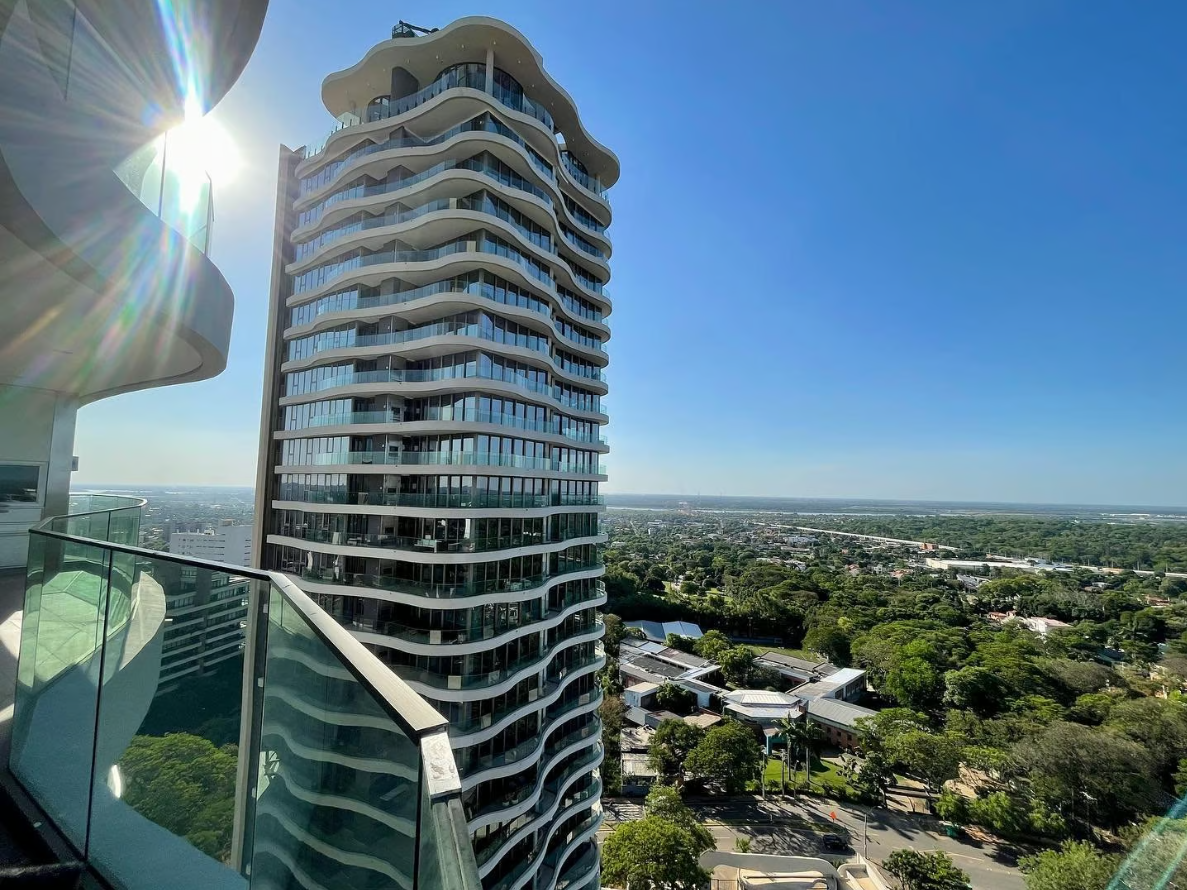
Vista de la vegetación desde el Jade Park.

Según la clasificación climática de Köppen, Asunción tiene un clima subtropical húmedo (Cfa). La temperatura media anual ronda los 23 °C y las precipitaciones rondan los 1400 mm anuales. Asunción es generalmente cálida y húmeda, a excepción de la estación invernal cuando se vuelve más fresca y agradable. La máxima más alta registrada en esta ciudad es de 43,0 °C el 16 de octubre de 2023. Mientras que la temperatura más baja registrada ha sido de -1,2 °C el 27 de junio de 2011. La mayor acumulación pluvial dentro de las 24 horas ha sido de 222,0 mm. el 26 de febrero de 2014.
Los veranos son calurosos y húmedos, con temperaturas que eventualmente pueden superar los 40 °C de sensación térmica, debido a la humedad ambiental. La temperatura media en enero es de 28 °C. Abundan las horas de sol, así como los chaparrones aislados y las tormentas cortas de verano. En Asunción mismo se acentúa más todavía el calor que en alrededores, debido al efecto urbano 'isla de calor'. El viento norte cálido que sopla del Brasil es la predominante en la estación, aunque en ocasiones vientos provenientes del sur traen consigo precipitaciones y temperaturas más agradables.
Los inviernos son suaves y bastante irregulares, debido a que a lo largo de la estación pueden darse días fríos -—mínimas rondando los 0 °C-— así como días bastante cálidos —máximas rondando los 30 °C—. Generalmente, un típico día de invierno comprenden tardes templadas, así como mañanas y noches frescas. La temperatura media en invierno es de 18 °C. Pueden darse suaves heladas y escarchas a lo largo de la estación, en especial hacia las zonas suburbanas y rurales del Gran Asunción. El viento sur fresco que sopla de la Argentina es la predominante en la estación, aunque en ocasiones vientos provenientes del norte traen consigo temperaturas más cálidas.

Las precipitaciones son abundantes a lo largo del año, ya que suelen desarrollarse tormentas o chaparrones con bastante frecuencia; a excepción de los meses invernales, en que son más comunes lloviznas débiles pero continuas. La humedad relativa en el ambiente permanece elevada todo el año (promedio 70%).
| Parámetros climáticos promedio de Asunción (ASU, 1971-2020, extremos 1971-presente) | Parámetros climáticos promedio de Asunción (ASU, 1971-2020, extremos 1971-presente) | Parámetros climáticos promedio de Asunción (ASU, 1971-2020, extremos 1971-presente) | Parámetros climáticos promedio de Asunción (ASU, 1971-2020, extremos 1971-presente) | Parámetros climáticos promedio de Asunción (ASU, 1971-2020, extremos 1971-presente) | Parámetros climáticos promedio de Asunción (ASU, 1971-2020, extremos 1971-presente) | Parámetros climáticos promedio de Asunción (ASU, 1971-2020, extremos 1971-presente) | Parámetros climáticos promedio de Asunción (ASU, 1971-2020, extremos 1971-presente) | Parámetros climáticos promedio de Asunción (ASU, 1971-2020, extremos 1971-presente) | Parámetros climáticos promedio de Asunción (ASU, 1971-2020, extremos 1971-presente) | Parámetros climáticos promedio de Asunción (ASU, 1971-2020, extremos 1971-presente) | Parámetros climáticos promedio de Asunción (ASU, 1971-2020, extremos 1971-presente) | Parámetros climáticos promedio de Asunción (ASU, 1971-2020, extremos 1971-presente) | Parámetros climáticos promedio de Asunción (ASU, 1971-2020, extremos 1971-presente) |
| Mes                                                                                 | Ene.                                                                                | Feb.                                                                                | Mar.                                                                                | Abr.                                                                                | May.                                                                                | Jun.                                                                                | Jul.                                                                                | Ago.                                                                                | Sep.                                                                                | Oct.                                                                                | Nov.                                                                                | Dic.                                                                                | Anual                                                                               |
| ----------------------------------------------------------------------------------- | ----------------------------------------------------------------------------------- | ----------------------------------------------------------------------------------- | ----------------------------------------------------------------------------------- | ----------------------------------------------------------------------------------- | ----------------------------------------------------------------------------------- | ----------------------------------------------------------------------------------- | ----------------------------------------------------------------------------------- | ----------------------------------------------------------------------------------- | ----------------------------------------------------------------------------------- | ----------------------------------------------------------------------------------- | ----------------------------------------------------------------------------------- | ----------------------------------------------------------------------------------- | ----------------------------------------------------------------------------------- |
| Temp. máx. abs. (°C)                                                                | 42.0                                                                                | 40.0                                                                                | 41.6                                                                                | 37.0                                                                                | 36.0                                                                                | 33.0                                                                                | 33.4                                                                                | 40.0                                                                                | 42.2                                                                                | 43.0                                                                                | 40.2                                                                                | 41.7                                                                                | 43.0                                                                                |
| Temp. máx. media (°C)                                                               | 33.5                                                                                | 32.6                                                                                | 31.6                                                                                | 28.4                                                                                | 25.0                                                                                | 23.1                                                                                | 21.9                                                                                | 24.8                                                                                | 26.4                                                                                | 29.2                                                                                | 30.7                                                                                | 32.3                                                                                | 28.3                                                                                |
| Temp. media (°C)                                                                    | 28.1                                                                                | 27.4                                                                                | 26.4                                                                                | 23.5                                                                                | 20.3                                                                                | 18.4                                                                                | 17.1                                                                                | 19.5                                                                                | 21.5                                                                                | 23.9                                                                                | 25.4                                                                                | 27.0                                                                                | 23.2                                                                                |
| Temp. mín. media (°C)                                                               | 22.8                                                                                | 22.3                                                                                | 21.3                                                                                | 18.6                                                                                | 15.7                                                                                | 13.8                                                                                | 13.6                                                                                | 14.3                                                                                | 15.9                                                                                | 18.6                                                                                | 20.1                                                                                | 21.8                                                                                | 18.2                                                                                |
| Temp. mín. abs. (°C)                                                                | 12.8                                                                                | 12.5                                                                                | 9.4                                                                                 | 6.8                                                                                 | 2.6                                                                                 | -1.2                                                                                | -0.6                                                                                | 0.0                                                                                 | 3.6                                                                                 | 7.0                                                                                 | 8.8                                                                                 | 10.0                                                                                | -1.2                                                                                |
| Lluvias (mm)                                                                        | 147.2                                                                               | 129.2                                                                               | 117.9                                                                               | 166.0                                                                               | 113.3                                                                               | 82.4                                                                                | 39.4                                                                                | 72.6                                                                                | 87.7                                                                                | 130.8                                                                               | 164.4                                                                               | 150.3                                                                               | 1401.2                                                                              |
| Días de precipitaciones (≥ 1.0 mm)                                                  | 8                                                                                   | 7                                                                                   | 7                                                                                   | 8                                                                                   | 7                                                                                   | 7                                                                                   | 4                                                                                   | 5                                                                                   | 6                                                                                   | 8                                                                                   | 8                                                                                   | 8                                                                                   | 83                                                                                  |
| Horas de sol                                                                        | 276                                                                                 | 246                                                                                 | 254                                                                                 | 228                                                                                 | 205                                                                                 | 165                                                                                 | 195                                                                                 | 223                                                                                 | 204                                                                                 | 242                                                                                 | 270                                                                                 | 295                                                                                 | 2803                                                                                |
| Humedad relativa (%)                                                                | 68                                                                                  | 71                                                                                  | 72                                                                                  | 75                                                                                  | 76                                                                                  | 76                                                                                  | 70                                                                                  | 70                                                                                  | 66                                                                                  | 67                                                                                  | 67                                                                                  | 68                                                                                  | 70                                                                                  |
| Fuente n.º 1: World Meteorological Organization NOAA updated to 9/2012.,            |                                                                                     |                                                                                     |                                                                                     |                                                                                     |                                                                                     |                                                                                     |                                                                                     |                                                                                     |                                                                                     |                                                                                     |                                                                                     |                                                                                     |                                                                                     |
| Fuente n.º 2: Danish Meteorological Institute (sun only) El octubre más caluroso.,  |                                                                                     |                                                                                     |                                                                                     |                                                                                     |                                                                                     |                                                                                     |                                                                                     |                                                                                     |                                                                                     |                                                                                     |                                                                                     |                                                                                     |                                                                                     |

## Gobierno

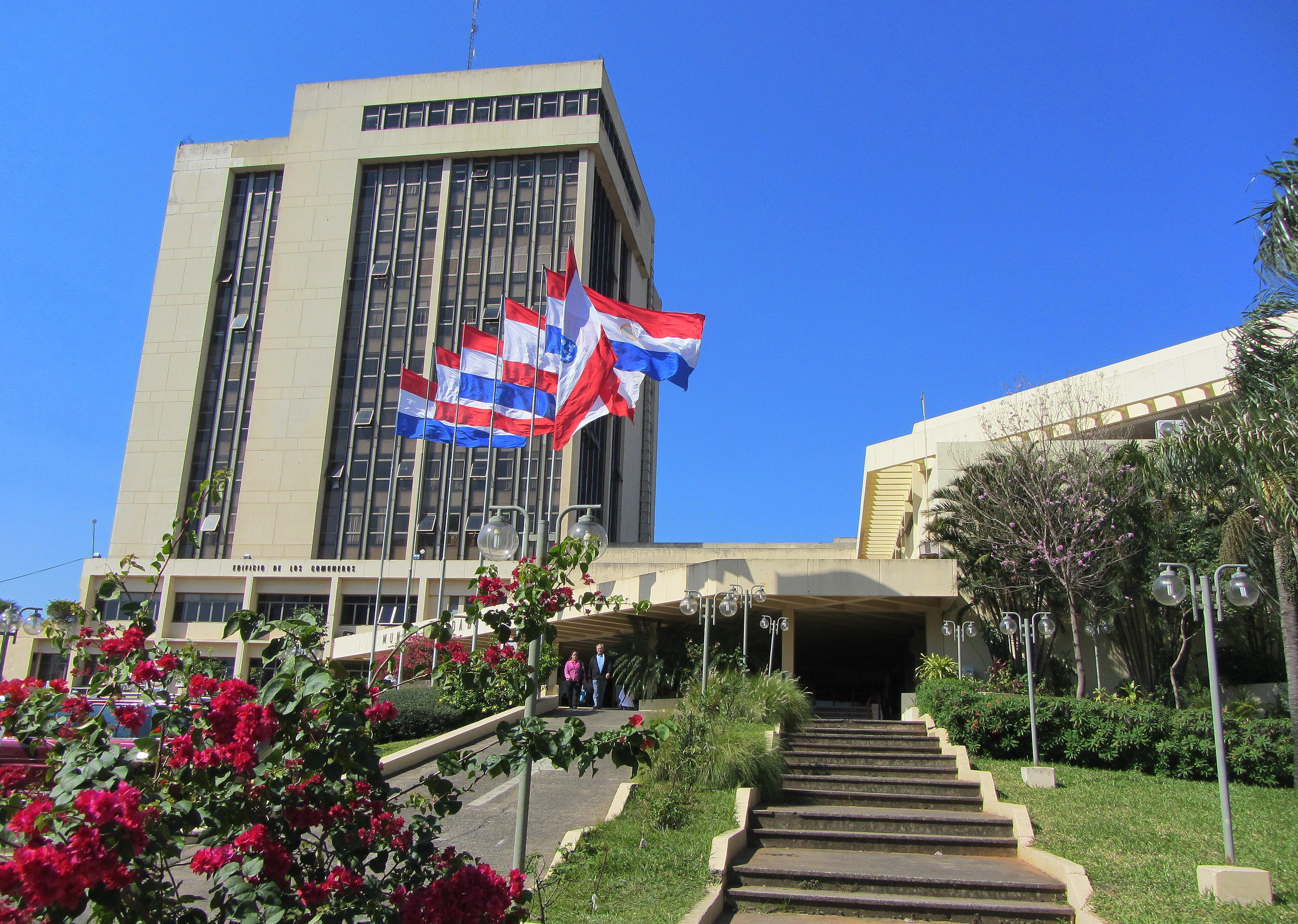
Sede de la Municipalidad de Asunción en el barrio Villa Aurelia.

El gobierno municipal es ejercido por la Junta Municipal y la Intendencia Municipal, de acuerdo a lo establecido en el artículo 20 de la Ley Orgánica Municipal (LOM). Quienes conforman la intendencia son el Intendente y las dependencias administrativas del municipio. El Intendente es el administrador general del distrito, quien es electo en forma directa por los ciudadanos para operar por un periodo de 5 años, mientras que los concejales integrados en la junta municipal duran 5 años en sus funciones, con posibilidad de ser reelectos, y cuya función se limita al de un órgano deliberante y legislativo del gobierno municipal. Según al artículo 24 de la mencionada ley, la cantidad de concejales que un municipio requiere varía de acuerdo al monto presupuestario que el Estado emite a la jurisdicción.
La ciudad se gobierna desde la municipalidad en instancias similares a nivel nacional: el Intendente equivaldría a un órgano ejecutivo, y la Junta Municipal a un órgano legislativo y normativo. La junta municipal se encarga de dictar leyes u ordenanzas, que son las normas jurídicas municipales cuya fuerza obligatoria se aplica dentro de los límites del distrito. Existen tres tipos de actos de gobierno que dan lugar a la dinámica del funcionamiento municipal: Ordenanza, Reglamento y Resolución municipales.
Las ordenanzas son reglamentos de carácter general para la comunidad, sancionadas por la Junta y promulgadas por la Intendencia, y sirven para establecer derechos, obligaciones y prohibiciones para los habitantes del distrito y para los habitantes del país que por alguna razón se encuentran en la jurisdicción. La iniciativa de los proyectos de ordenanzas se consensúa entre los miembros de la Junta, el Intendente y los ciudadanos por iniciativa popular; tienen fuerza de ley local, es decir, dentro del municipio, pero deben ajustarse a la ley dictada por el Congreso Nacional. Los reglamentos son normas internas de carácter general dictadas por la Junta o el Intendente, y sirven para organizar las reparticiones administrativas de la municipalidad. Las resoluciones son normas aplicadas a casos específicos o particulares, ya sea a un individuo o grupo determinado, y pueden ser dictados indistintamente por la Junta o el Intendente.
Asunción es un municipio autónomo administrado como distrito capital y no está integrado formalmente a ningún departamento, por lo que además de aglomerar los tres poderes de la nación, también tiene su propia Circunscripción Judicial y su propia policía municipal, aparte de la de tránsito.

### Intendentes municipales
| Cargos Gubernativos de Asunción (desde 1960) | Cargos Gubernativos de Asunción (desde 1960) | Cargos Gubernativos de Asunción (desde 1960) | Cargos Gubernativos de Asunción (desde 1960) |
| Período                                      | Nombre                                       | Cargo                                        | Afiliación                                   |
| -------------------------------------------- | -------------------------------------------- | -------------------------------------------- | -------------------------------------------- |
| 1961                                         | Marcos Arellano Elizeche                     | Intendente Designado                         | ANR                                          |
|                                              |                                              |                                              |                                              |
| 1961-1964                                    | César Gagliardone                            | Intendente Designado                         | ANR                                          |
|                                              |                                              |                                              |                                              |
| 1964-1972                                    | Manuel Britez Borges                         | Intendente Designado                         | ANR                                          |
|                                              |                                              |                                              |                                              |
| 1972-1976                                    | Guido Kunzle                                 | Intendente Designado                         | ANR                                          |
|                                              |                                              |                                              |                                              |
| 1976-1989                                    | Porfirio Pereira Ruiz Díaz                   | Intendente Designado                         | ANR                                          |
|                                              |                                              |                                              |                                              |
| 1989-1991                                    | José Alder Ibáñez                            | Intendente Designado                         | ANR                                          |
|                                              |                                              |                                              |                                              |
| 1991-1996                                    | Carlos Filizzola                             | Intendente Electo                            | Asunción Para Todos                          |
|                                              |                                              |                                              |                                              |
| 1996-2001                                    | Martín Burt                                  | Intendente Electo                            | PLRA                                         |
|                                              |                                              |                                              |                                              |
| 2001-2006                                    | Enrique Riera Escudero                       | Intendente Electo                            | ANR                                          |
|                                              |                                              |                                              |                                              |
| 2006-2010                                    | Evanhy de Gallegos                           | Intendente Electo                            | ANR                                          |
|                                              |                                              |                                              |                                              |
| 2010                                         | Hugo Piccinini                               | Intendente Interino                          | ANR                                          |
|                                              |                                              |                                              |                                              |
| 2010-2015                                    | Arnaldo Samaniego                            | Intendente Electo                            | ANR                                          |
|                                              |                                              |                                              |                                              |
| 2015                                         | Omar Pico Insfrán                            | Intendente Interino                          | ANR                                          |
|                                              |                                              |                                              |                                              |
| 2015-2019                                    | Mario Ferreiro                               | Intendente Electo                            | PRF                                          |
|                                              |                                              |                                              |                                              |
| 2019-2021                                    | Oscar Rodríguez                              | Intendente Interino                          | ANR                                          |
|                                              |                                              |                                              |                                              |
| 2021                                         | César Ojeda                                  | Intendente Interino                          | ANR                                          |
|                                              |                                              |                                              |                                              |
| 2021 - 2025                                  | Oscar Rodríguez                              | Intendente Electo                            | ANR                                          |

## Economía

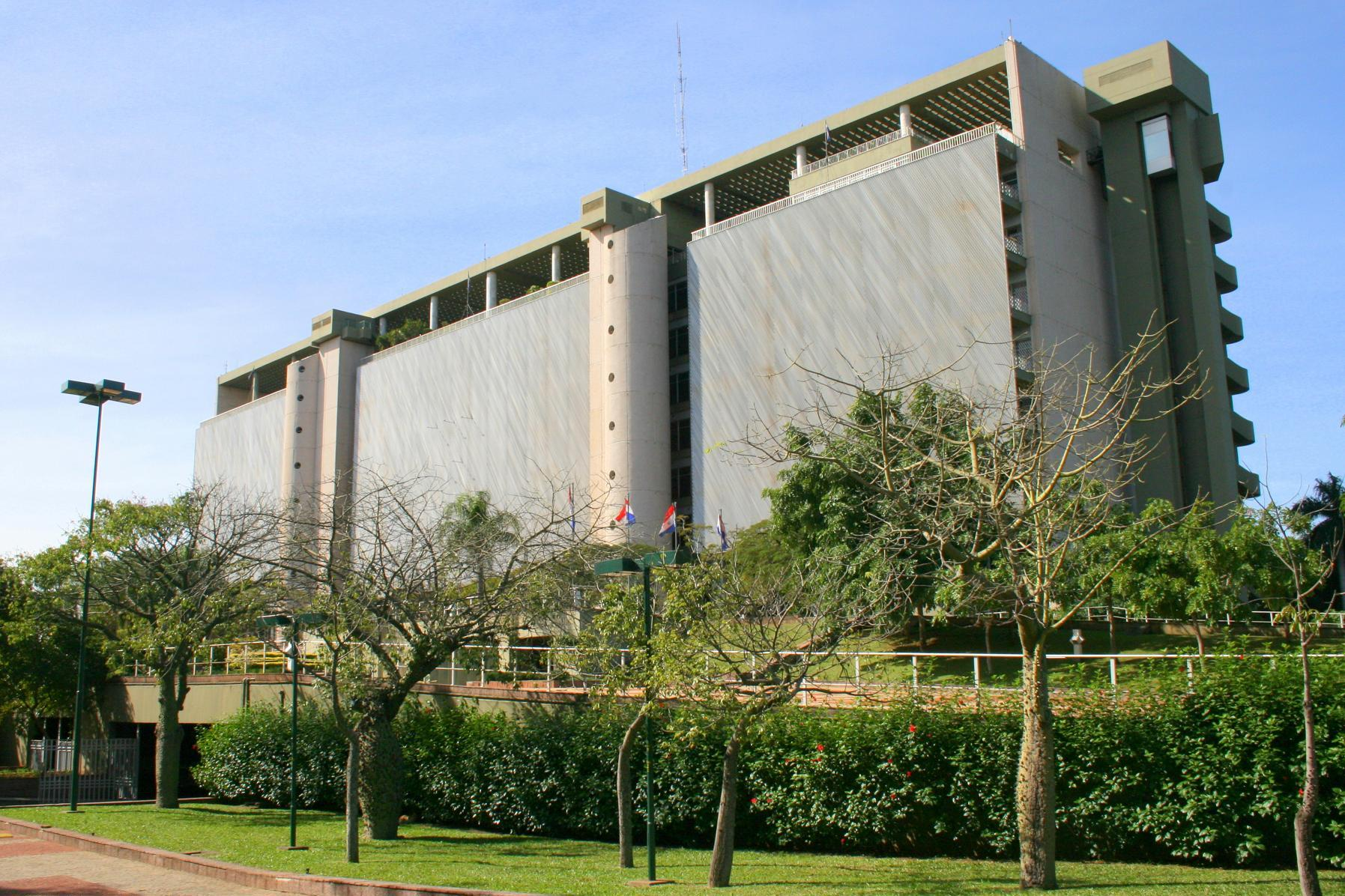
Banco Central del Paraguay.

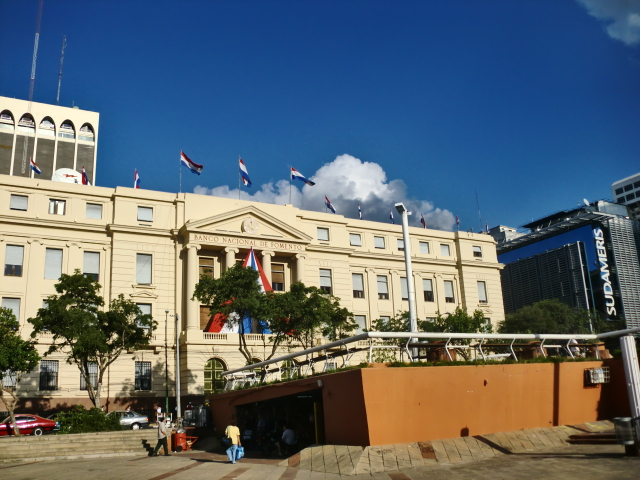
Banco Nacional de Fomento.

El desarrollo económico del país se refleja en la ciudad por cómo en los últimos años la construcción (infraestructura) ha crecido de una manera acelerada por la gran demanda de inversión extranjera. Además Asunción ocupa el sexto puesto como la ciudad más rentable en Latinoamérica. En Asunción tienen sus oficinas centrales las más importantes empresas, comercios y grupos inversores. Esta ciudad es el principal centro económico del Paraguay, seguida por Ciudad del Este, y Encarnación.
El atractivo de las inversiones se ha atribuido a sus políticas fiscales tolerantes. Asunción tiene impuestos irrestrictos sobre las inversiones y movimientos de capital. Tampoco existe impuesto a la renta para los inversionistas en Bonos de la Bolsa de Valores de Asunción. Incentivos como estos atraen importantes inversiones extranjeras a la ciudad. Según expertos, Paraguay está considerado como uno de los países con el mejor clima de inversión en América Latina y el Caribe. Además sigue siendo la nación más atractiva del hemisferio para hacer negocios y está equipada con una serie de legislaciones que protegen las inversiones estratégicas y garantizan un ambiente amigable para el desarrollo de grandes plantas industriales y proyectos de infraestructura.
La distribución de la población económicamente activa varía según los sectores económicos e indica que esta población participa fundamentalmente en el sector terciario (comercio y servicios), ocupando a 8 de cada 10 individuos. El sector secundario (industria y construcción) concentra al 16 % de los económicamente activos, mientras que la participación en el sector primario (agricultura y ganadería) es prácticamente nula, ya que Asunción es un área estrictamente urbana. Respecto al comercio, cabe resaltar que este rubro se ha desarrollado considerablemente en los últimos años, desplazándose del centro histórico hacia los barrios residenciales, donde se extienden shoppings, centros de compras y paseos comerciales. Esta tendencia va en aumento.
Importantes bancos internacionales tienen sus casas matrices en la capital, entre ellos encontramos al Citibank, al Banco Itaú, al GNB, al BBVA, etc. Mientras que entre los bancos de capital paraguayo encontramos al Banco Nacional de Fomento, al Banco Familiar, al Banco Amambay, al Banco Regional, al Visión Banco, etc.
A la vez, el Banco Central del Paraguay tiene también su casa matriz en esta ciudad. Su misión es preservar y velar por la estabilidad del valor de la moneda, promover la eficacia y estabilidad del sistema financiero y cumplir con su rol de banco de bancos y agente financiero del Estado. Para ello dispone de diversas atribuciones en materias monetarias, financieras, crediticias y de cambios internacionales.
Según el ranking de Costo de Vida 2022 elaborado por ECA International, se comparó el precio de productos y servicios en unas 200 ciudades de todo el mundo. El estudio reveló que Asunción es la tercera ciudad más barata de América Latina para un extranjero.

### Crecimiento y expansión inmobiliaria
El Real Estate regional pone en foco a Asunción debido a la baja inflación, estabilidad cambiaria, alta renta de los alquileres y menores impuestos. La mayoría de las construcciones son de carácter inteligente y con tecnología de vanguardia, como otros que combinan los usos mixtos. Entre 2015 y 2020, los desarrollos inmobiliarios demandaron una inversión superior a los USD 1000 millones, y el lugar de Asunción donde más recibió este impacto fue en la Avenida Aviadores del Chaco y Avenida Santa Teresa. Gran parte de este logro se debió al cambio de costumbres que la ciudadanía ha ido presentando, en relación con que muchos propietarios cambiaron la forma de vivir y son más exigentes con el confort, y sobre todo con lo tecnológico, lo cual potencia la posibilidad de irse a vivir a departamentos para adquirir comodidad, ubicación, seguridad, precio, calidad, entre otras cuestiones. Otra clave es que en Paraguay en los últimos años notó el ascenso del poder adquisitivo de las clases media y media-alta (jóvenes profesionales, con promedios de edad de 35 años), y esta situación generó que orienten su búsqueda para comprar una vivienda en los departamentos, con el fin de trabajar en las oficinas que se estrenaron desde 2014 hasta la actualidad.

## Infraestructura

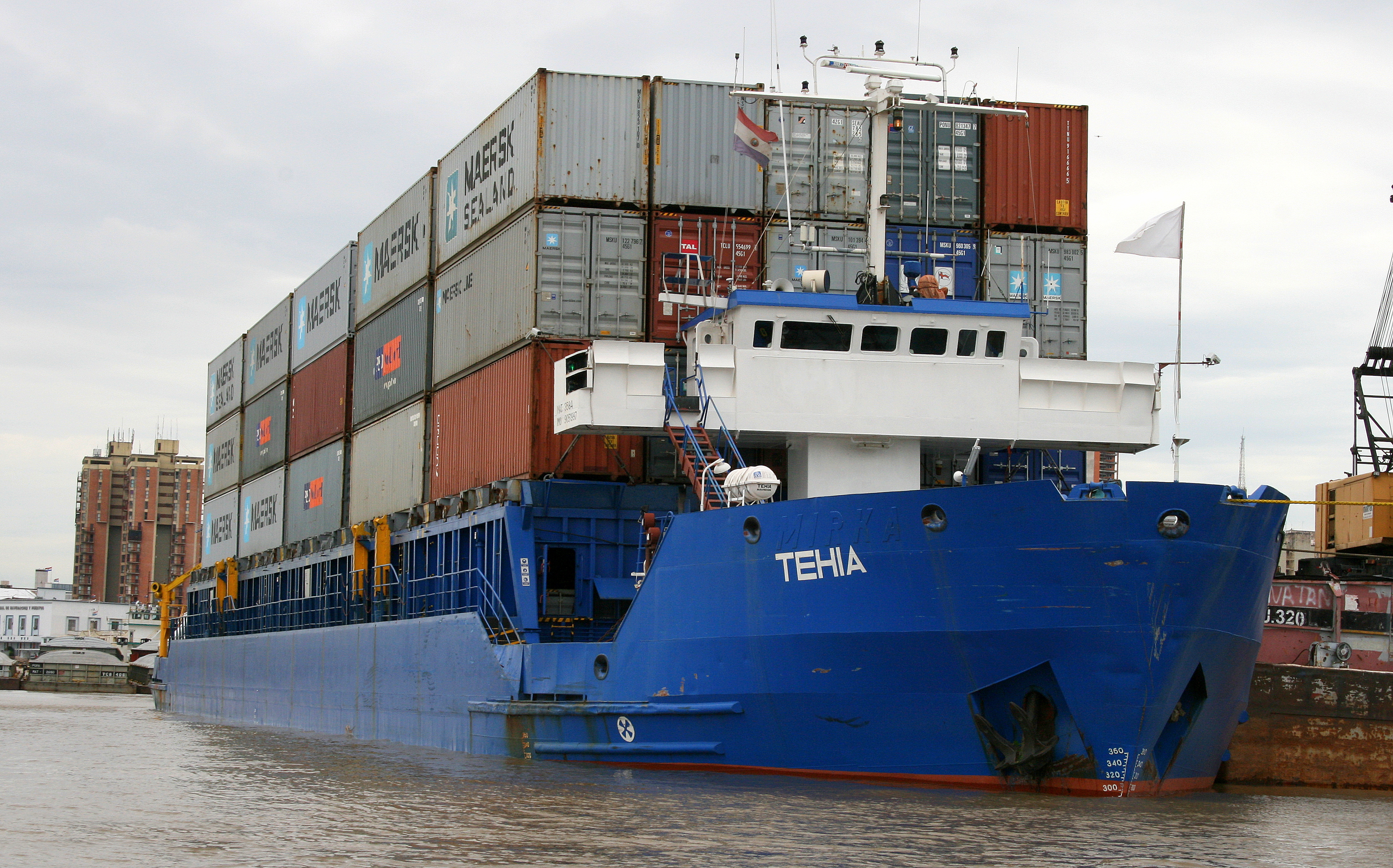
El portacontenedores paraguayo Tehia arriba al puerto de Asunción desde la ciudad de Buenos Aires.

Asunción concentra la principal infraestructura política, económica, social, recreativa y cultural del país. Su desarrollo urbano comenzó a finales del siglo XIX, donde la importante presencia de europeos trajo consigo un remodelamiento urbano y estético en la ciudad, con las construcciones de numerosos edificios y casonas, mantenidos hasta hoy bajo el amparo de una ordenanza municipal que impide grandes cambios o demoliciones. La cobertura de agua potable y energía eléctrica llegan casi al 100 % de la ciudad.

### Carreteras y autopistas

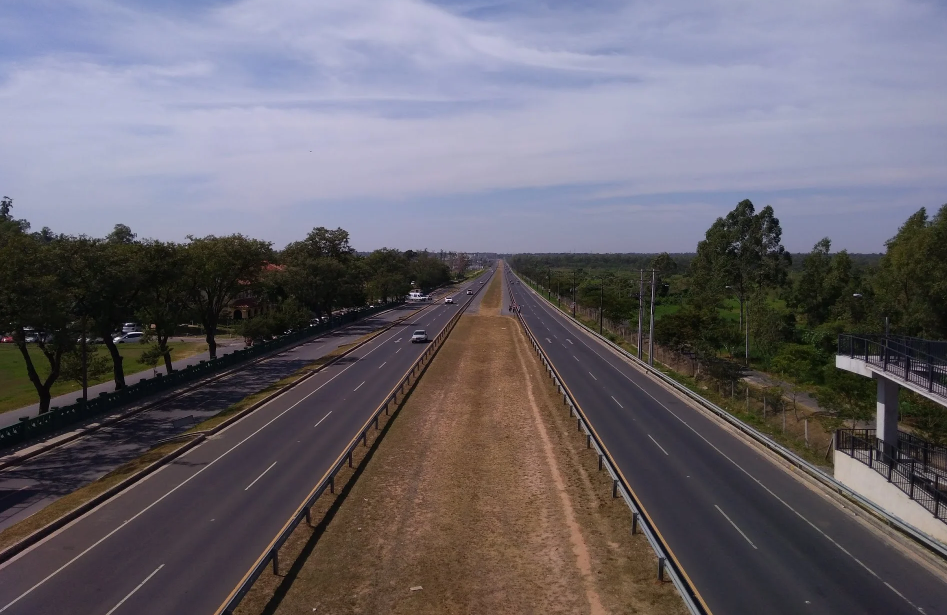
Autopista Ñu Guazú.

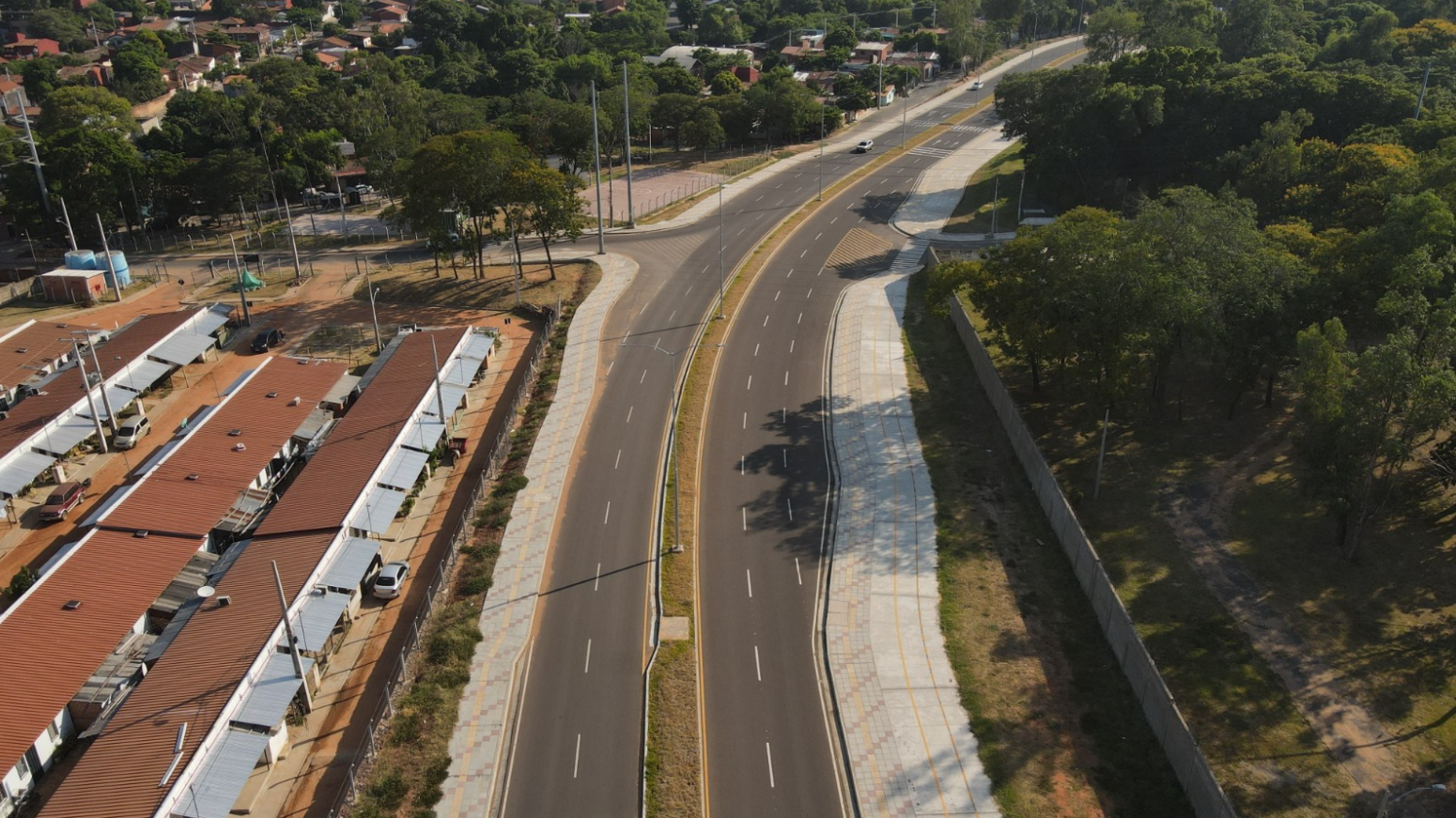
Costanera Sur.

La infraestructura vial se ha mantenido durante varios periodos de tiempo sin cambios significativos. Las principales vías de acceso a la ciudad son avenidas y en menor medida autopistas y viaductos. Anteriormente existía el tranvía eléctrico como medio de transporte hasta finales del siglo pasado, pero fue reemplazado por las nuevas flotas de buses. Se prevía la construcción del metrobús y el tren de cercanía, que conectará la capital con el resto del área metropolitana, pero fue interrumpido debido a diversas irregularidades.
La Av. Mariscal López conecta la capital con el vecino municipio de Fernando de la Mora y atraviesa por dos grandes zonas: el Barrio de Villa Morra y el Casco Histórico de la Ciudad; la Av. General Santos es una importante vía de acceso a la capital, lo utilizan mayormente los habitantes de la vecina Lambaré; en tanto la Av. Eusebio Ayala es utilizada fundamentalmente por el transporte público (buses) en horas pico, debido a la gran cantidad de carriles disponibles. El viaducto Acceso Sur conecta con el Mercado de Abasto, un importante centro de provisión, y la Av. Madame Lynch bordea prácticamente toda la zona este de la ciudad, siendo una vía rápida para cruzar de un lado a otro. La Av. Aviadores del Chaco, es una importante vía de acceso desde Luque y además sirve como autopista para el acceso al complejo edilicio de la Conmebol y al aeropuerto internacional, entre otros importantes lugares. Actualmente se está realizando la construcción una autopista de acceso rápido que conectaría las ciudades de Luque y Mariano Roque Alonso con Asunción.
| Identificador | Denominación                             | Tipo               | Itinerario |
| ------------- | ---------------------------------------- | ------------------ | --- |
| PY01          | Ruta 1                                   | Ruta Nacional      | Desde el Panteón Nacional de los Héroes hasta el Viaducto de Cuatro Mojones (cruce entre Asunción, Lambaré, Fernando de la Mora y San Lorenzo). |
| PY02          | Ruta 2                                   | Ruta Nacional      | Desde el Panteón Nacional de los Héroes hasta el Viaducto de Calle Última (donde Fernando de la Mora se divide en zona norte y zona sur).       |
| PY03          | Ruta 3                                   | Ruta Nacional      | Sentido Mariano-Asunción pasando por el Jardín Botánico y la Avenida Artigas hasta el centro histórico.                                         |
| D075          | Ruta D075                                | Ruta Departamental | Desde el corredor vial del Jardín Botánico, pasando por la rotonda de la Costanera Norte hasta el empalme con la Ruta PY09.                     |
| Costanera     | Av. Costanera Norte/José Asunción Flores | Autopista          | Desde el empalme con la Avenida Colón y Montevideo hasta la rotonda del Puente Héroes del Chaco, donde enlaza con la Ruta D075.                 |
| Costanera     | Av. Costanera Sur                        | Autopista          | Desde el empalme con la Avenida Colón y Alejandro Audibert hasta la Avenida Coronel Abrahan Schweizer en la ciudad de Lambaré.                  |

### Transporte terrestre y aéreo

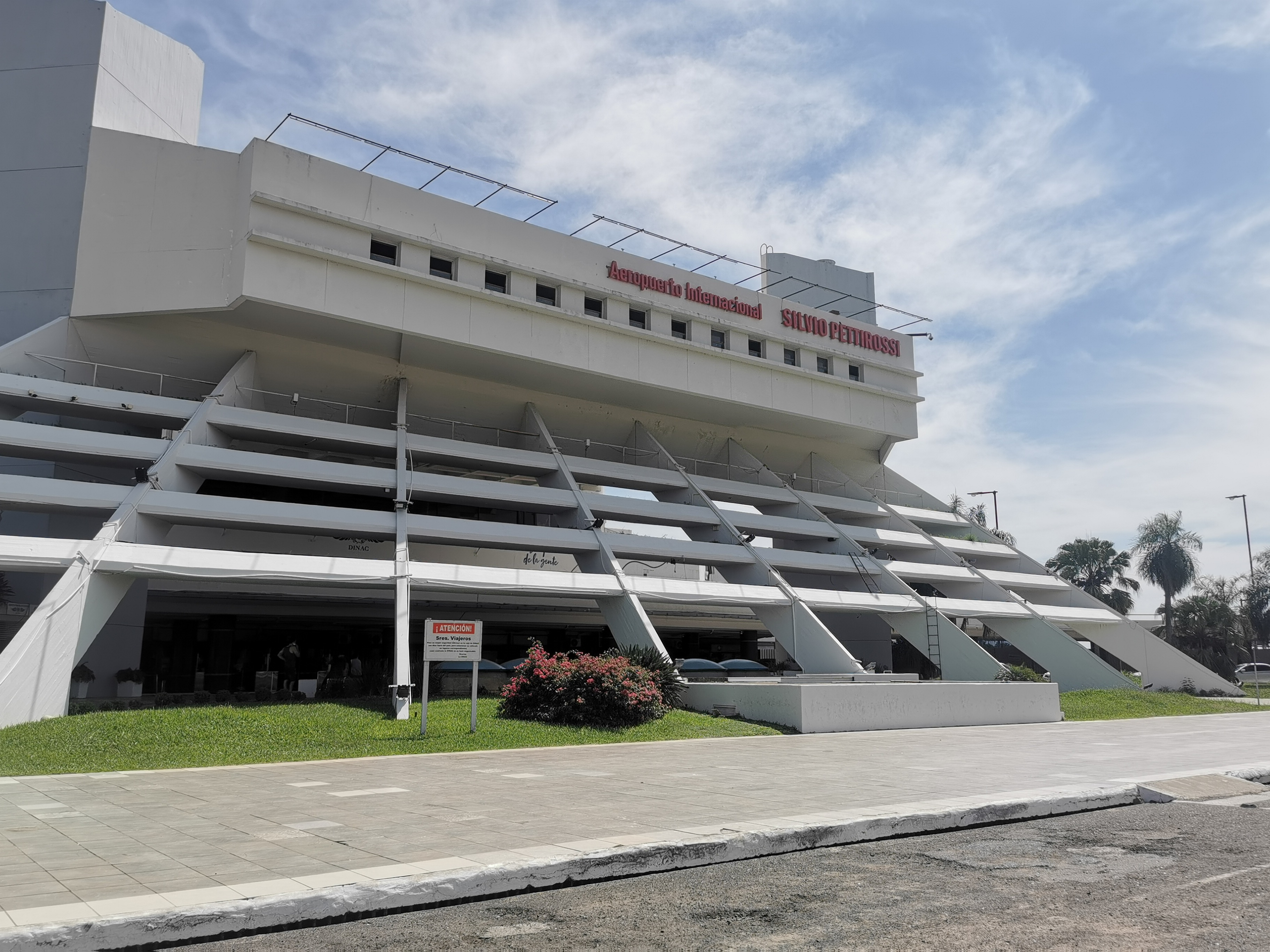
Aeropuerto Silvio Pettirossi.

La ciudad cuenta con una Terminal de Ómnibus que se encarga de recibir e interconectar a los buses de media distancia provenientes de ciudades del interior, aunque su principal función es el embarque y desembarque de líneas internacionales.
En ella operan de 115 empresas de transporte público con aproximadamente 1350 salidas por día. Este movimiento hace que por la Terminal pasen diariamente unas 2 000 personas, incrementándose este número durante los fines de semana a 30 000 personas y en los días festivos, como Caacupé, Semana Santa o fin de año, a la cifra de 55 000 personas por día.
El servicio de transporte interno de la ciudad de Asunción con conexiones a distintas ciudades de Gran Asunción y otras del departamento Central, cuenta con dos tipos de buses para el transporte de pasajeros, el convencional y el diferencial, desde el año 2020 se implementa de forma obligatoria el uso de tarjetas con billetaje electrónico. 
El Aeropuerto Internacional Silvio Pettirossi es el aeropuerto más importante del país, por la mayor actividad y cantidad de conexiones; se encuentra próximo a Asunción, en la localidad de Luque, a 40 minutos del centro de la capital. Tiene vuelos diarios hacia las principales ciudades de la región y otras partes del mundo. Alrededor de un millón de pasajeros circulan por este aeropuerto anualmente, por esa razón el 26 de diciembre de 2012 iniciaron las obras de ampliación de la principal estación aérea.
La terminal de cargas del aeropuerto es una de las más operativas del país actualmente junto con las aduanas del aeropuerto de Ciudad del Este. Compañías como Atlas Air, TAM Cargo, LAN Cargo, Sky Lease, ABSA Cargo, Tampa Cargo, Air Class, entre otras operan en el Aeropuerto Internacional de Asunción.

### Salud

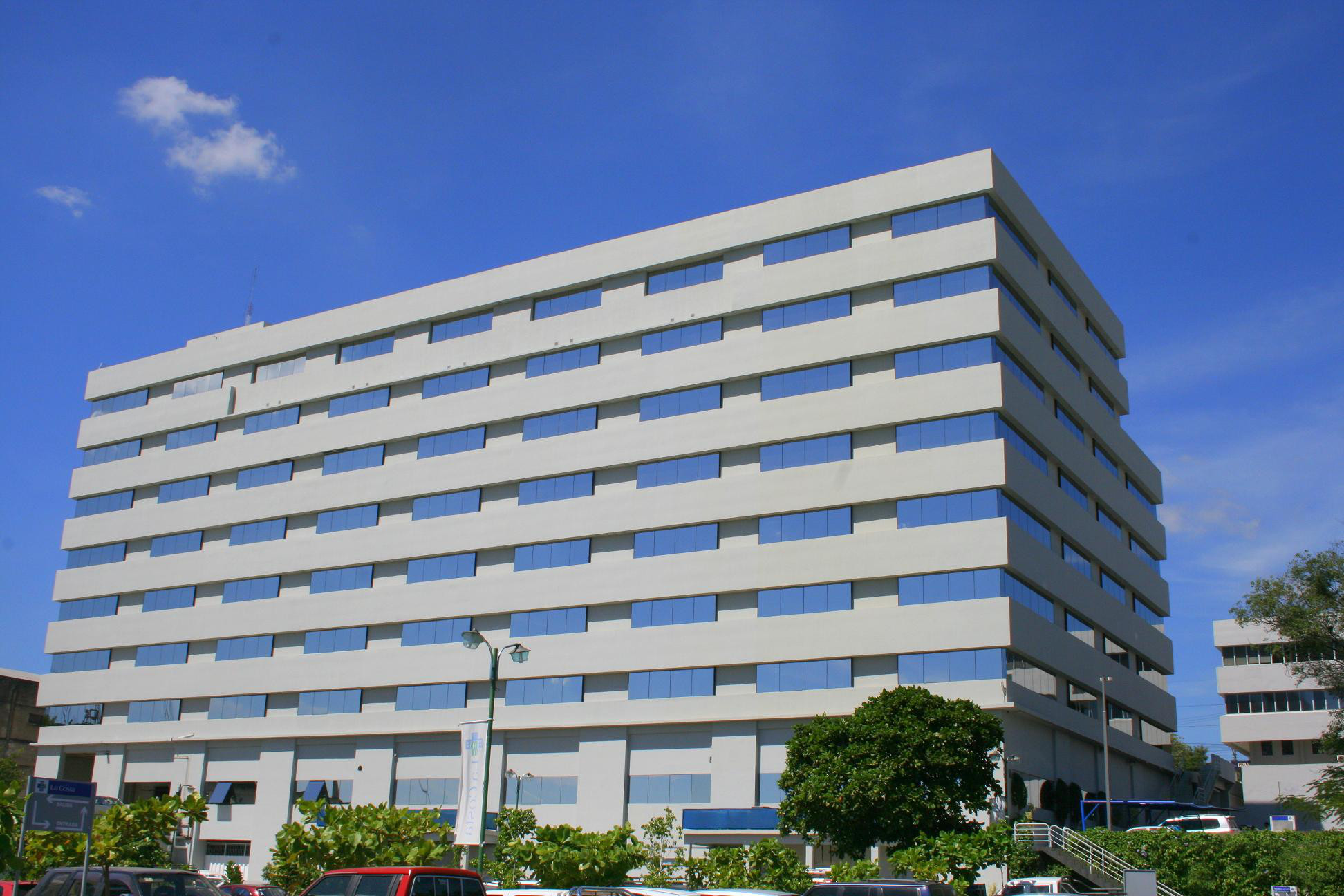
Centro Médico La Costa.

Asunción es sede de los grandes centros médicos de todo el país. Los lugares que brindan atención primaria de la salud son más de 50 en la actualidad. La Salud Pública es dependiente del Estado y totalmente gratuita.
Mediante una resolución promovida por el presidente Fernando Lugo en diciembre de 2009, la gratuidad rige para todo país. Esto ha posibilitado que más personas pudieran tener el acceso a los diferentes servicios de salud, que van desde consultas ambulatorias hasta intervenciones de alta complejidad en hospitales públicos.
Importantes sanatorios privados y centros de alta complejidad ofrecen sus servicios.
En esta capital funcionan el Centro de Emergencias Médicas, el Hospital de Clínicas, el Hospital Militar, el Hospital Central del Instituto de Previsión Social, Hospital de Policía Rigoberto Caballero, entre otros.

### Seguridad y justicia
La ciudad cuenta con un Palacio de Justicia y tribunales independientes. Asunción se encontraba en el lugar número 103 de seguridad urbana en un ranking de 215 ciudades del mundo elaborado por la consultora Mercer el año 2008.
Asunción anteriormente no contaba con Policía propia. Pese a ser un municipio independiente, la legislación paraguaya no establece la creación de cuerpos policiales por distritos. Toda la seguridad pública era resguardada por la Policía Nacional. Pero, el 23 de diciembre de 2010, la primera ordenanza promulgada por el exintendente municipal Arnaldo Samaniego creó la Policía Municipal de la Ciudad de Asunción, teniendo en cuenta que una de las prioridades de su programa de gobierno es la seguridad ciudadana. Actualmente la Policía Municipal de Asunción está conformada por 52 efectivos policiales.

### Tecnología y telecomunicaciones
Asunción es el núcleo tecnológico del país. Desde la capital se proveen numerosos servicios básicos de telefonía básica, celular e internet, además de servicios agregados de televisión digital, nodos de F.O. y servicios VoIP, que se distribuyen a toda la república. El acceso público a Internet es gratuito en ciertas plazas y espacios recreativos.

## Proyectos urbanos y sociales

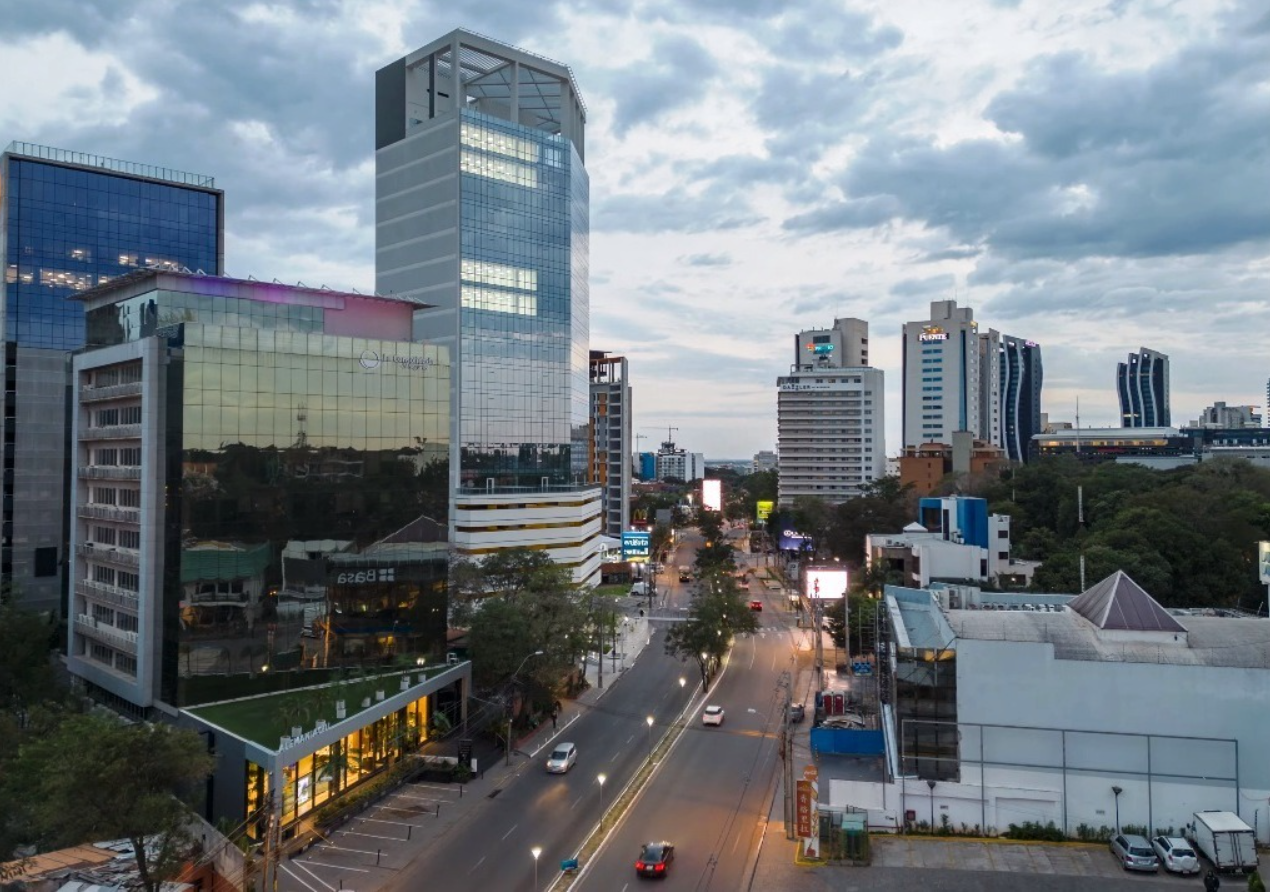
Avenida Aviadores del Chaco.

### Viviendas sociales
En los proyectos de construcción de la «avenida Costanera Norte» y el «Parque Bicentenario» se habilitó un nuevo barrio con 144 viviendas populares para reinstalar a las familias que fueron afectadas en forma directa por los planes de mejoramiento de la instraestructura de la ciudad de Asunción. El proyecto contempló un «componente social» que costó alrededor de 28 mil millones de guaraníes (aproximadamente 5,8 millones de dólares), para levantar las casas y las infraestructuras del nuevo barrio y el pago de las indemnizaciones a las familias que van a abandonar la zona.

### Plan Maestro del Centro Histórico de Asunción
En 2014, la Municipalidad de Asunción, la Secretaria Nacional de Cultura (SNC), el Ministerio de Obras Públicas y Comunicaciones (MOPC), la Administración Nacional de Navegación y Puertos (ANNP) y las Comisiones de Obras del Congreso Nacional conformaron una «alianza institucional» con el objetivo de impulsar un «Plan Maestro del Centro Histórico de la ciudad de Asunción», conocido como Plan Maestro del CHA, para lo cual se convocó a un concurso internacional de ideas que consiguiera las mejores propuestas para que la capital paraguaya retornara «a su vocación de ciudad costera, revitalizada con nueva población viviendo en el centro histórico, con opciones productivas de economía creativa [...] que la hagan sustentable, amigable con el medioambiente y respetuosa de su legado histórico». El martes 12 de agosto de 2014 fue anunciado el fallo del Jurado, y la oficina española Ecosistema Urbano obtuvo el primer lugar, y su propuesta debe ser desarrollada junto a un estudio paraguayo y finalizado en noviembre de 2014.

### Parque Lineal Costanera

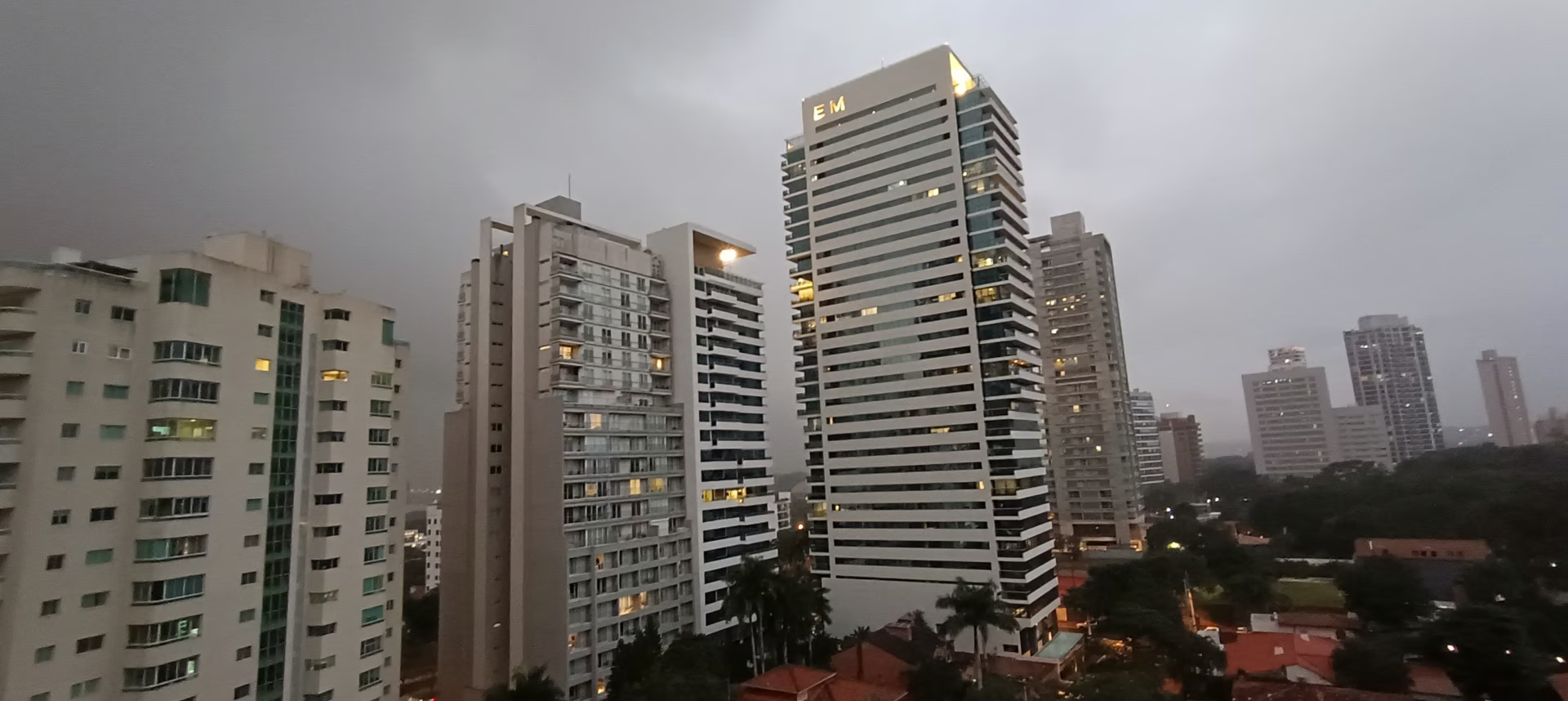
Eje corporativo-residencial en el nuevo centro.

Inicialmente, se construyó el parque costero de unas 13 hectáreas que une los edificios antiguos del casco urbano, como el Palacio de los López, el Cabildo y Catedral Metropolitana de Asunción. Este parque fue inaugurado en mayo de 2011, en el marco de los festejos del bicentenario de la independencia del Paraguay.
Posteriormente, se prosiguieron los trabajos del proyecto del Parque Lineal Costanera, cuya primera etapa fue habilitado a finales del 2019 con las siguientes características: carriles exclusivos para bicicletas, camineros, espacios feriales, equipamientos de gimnasia y un estacionamiento con capacidad para 350 vehículos. La segunda etapa de este parque lineal sumarán 10 hectáreas de nuevo espacio verde, contemplando tres componentes claves: un parque lineal costero, un componente para la Armada Nacional y una rampa para embarcaciones. Las características del Parque Lineal 2 son las bicisendas de 3 metros de ancho, bolsones de estacionamiento, aparca bicicletas, bebederos, servicios higiénicos, 3 puentes de hormigón armado, canchas de fútbol, parque infantil, área de gimnasios al aire libre, primeros auxilios y caseta policial.

### Eje del puerto y oficinas de gobierno

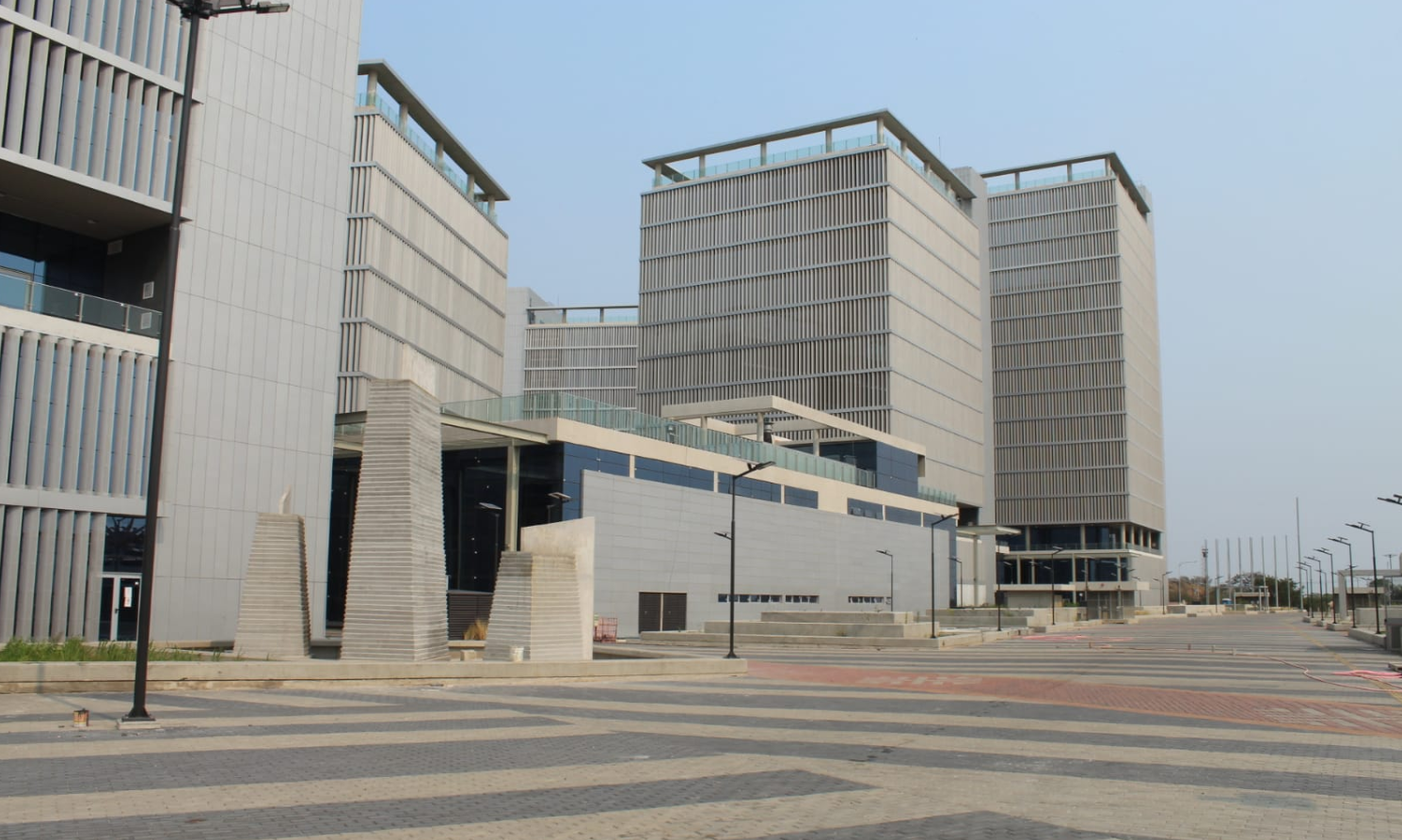
Eje Ministerial del Puerto.

Se trata de cinco torres donde se instalarán seis ministerios del poder Ejecutivo, ubicados en el puerto de Asunción. Estas obras culminarán a finales de 2020 y constituyen las nuevas corporaciones edilicias construidas en el casco antiguo de la ciudad, las cuales servirán como un ancla para la reconversión del lugar. El proyecto del Plan Maestro de Reconversión del Puerto de Asunción, impulsado por el Ministerio de Obras Públicas y Comunicaciones (MOPC), fue concebido desde la década de 1990, y se viene reconfirmando en cada gobierno. Un ejemplo de ello es la culminación de las obras Costanera Sur y Costanera Norte. La construcción de las nuevas oficinas de gobierno serán el centro neurálgico de Asunción, según afirma Óscar Stark, gerente del Programa de Reconversión Urbana. El proyecto contempla andamiajes para prever los problemas generados por el crecimiento del río Paraguay, con una cota de 64, que refiere a una protección de hasta 10 metros. Datos históricos indican que la inundación más alta en los últimos 100 años, fue en cota 63. También se prevé la construcción de un museo que es una obra póstuma del arquitecto Carlos Colombino, del cual se tiene el proyecto terminado, y cuya inversión se financiará a través de la alianza público-privada (APP), que equipará un centro comercial, hotel, centro de convenciones, edificios de departamentos.

## Demografía

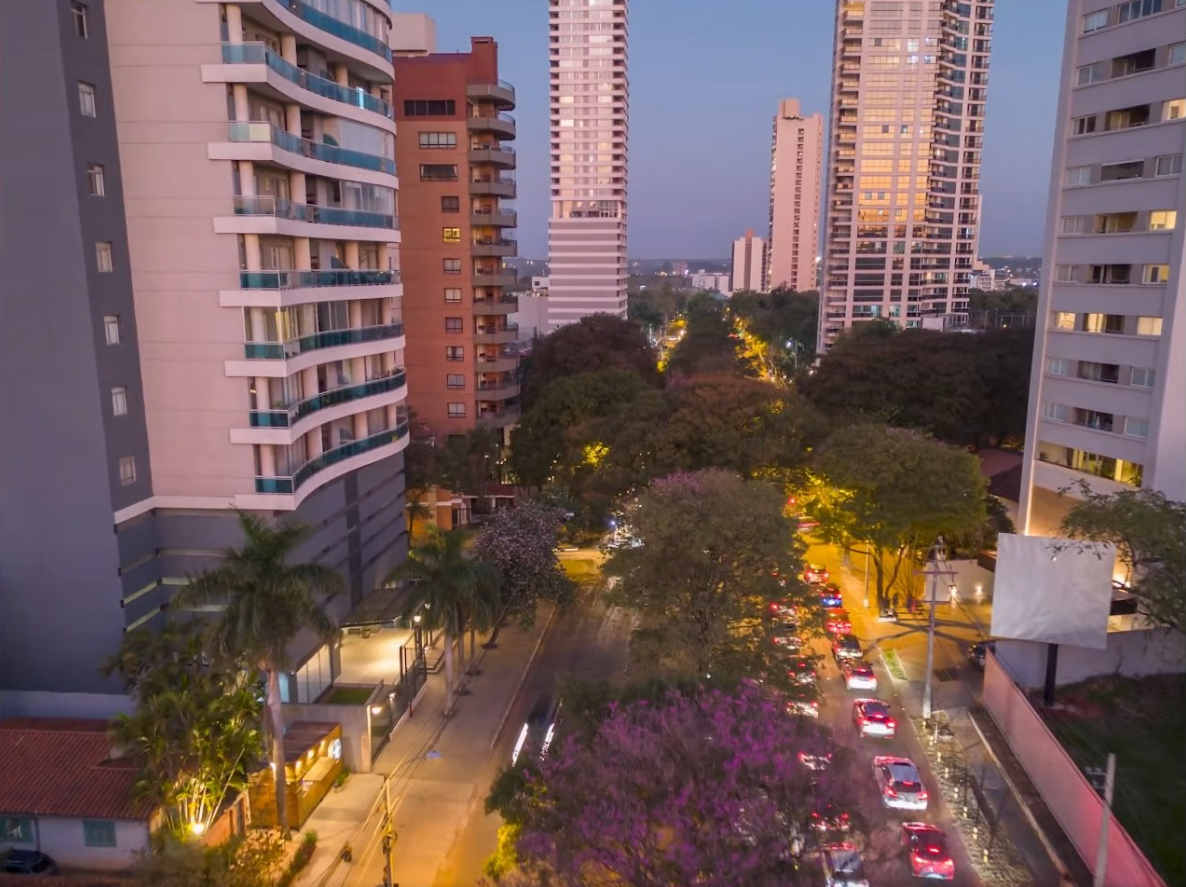
Avenida Santa Teresa.

Según datos del censo paraguayo de 2022, la ciudad en sí tiene una población de 462 241 habitantes y una densidad de 4079 hab./km², que representa el 8 % de la población del Paraguay. La Zona Metropolitana de Asunción supera los 2 300 000 habitantes, alrededor del 40% de la población paraguaya. Es la ciudad más poblada del país, con el mayor tránsito de personas y vehículos del Paraguay, pues se estima que en Asunción circulan diariamente alrededor de 1 500 000 personas y 600 000 vehículos de todo tipo.
Entre 1962 y 1992 la capital del país registró un incremento de más del doble de habitantes, y es actualmente la única ciudad del Paraguay en contar con casi 500 000 habitantes, sobrepasando a otros grandes centros urbanos como Ciudad del Este y San Lorenzo. Desde finales de los años 1990 se registra un estancamiento demográfico en la ciudad, debido a que las ciudades periféricas pertenecientes al Gran Asunción han absorbido últimamente la mayor parte de la población «nueva» debido al bajo costo de la tierra, menores impuestos, fácil acceso a la capital, entre otros.
En la ciudad predomina la población femenina, como es característico en áreas urbanas, que se constituyen en polos de atracción por las mejores oportunidades de empleo que se brindan a las mujeres. En Asunción existen 109 mujeres por cada 100 hombres. La estructura demográfica por tramos de edad revela que prevalece el grupo de personas con 15 a 29 años, seguido por el grupo de personas con 30 a 59 años de edad. La edad promedio del asunceno es de 33 años, por encima de la media nacional que es de 29 años. Cabe destacar que Asunción es considerada multicultural.
| Población por sexo y edades (2020) | Población por sexo y edades (2020) | Población por sexo y edades (2020) | Población por sexo y edades (2020) |
| Edad                               | Cantidad                           | Varones                            | Mujeres                            |
| ---------------------------------- | ---------------------------------- | ---------------------------------- | ---------------------------------- |
| 0 a 4 años                         | 38 301                             | 19 547                             | 18 753                             |
| 5 a 14 años                        | 88 379                             | 44 838                             | 43 541                             |
| 15 a 29 años                       | 122 852                            | 61 425                             | 61 427                             |
| 30 a 44 años                       | 117 451                            | 54 347                             | 63 104                             |
| 45 a 64 años                       | 100 767                            | 44 650                             | 56 117                             |
| 65 a 79 años                       | 41 441                             | 17 410                             | 24 031                             |
| 80+ años                           | 12 369                             | 4228                               | 8140                               |
| Total                              | 521 559                            | 246 448                            | 275 111                            |
| %                                  | 100                                | 47,3                               | 52,7                               |

| Evolución demográfica de Asunción entre 1950 y 2022 |
|                                                     |

### Religión
La mayor parte de la población asuncena profesa el cristianismo, principalmente el catolicismo cuya iglesia matriz es la Catedral Metropolitana de Asunción. Asimismo, en la capital paraguaya también se encuentran establecidos oratorios, centros de adoración y templos de varias otras minorías religiosas como el movimiento de los Santos de los Últimos Días, el budismo, el judaísmo, el protestantismo, el islam, etc.

### Idioma
El idioma más hablado es el español, luego le sigue el guaraní. Según datos del censo nacional de 2012 realizado por el Instituto Nacional de Estadística, los idiomas más hablados en el hogar son: español y guaraní (yopará) con el 56%, solo español el 39%, y solo guaraní el 2,5%. El resto habla otros idiomas.

### Barrios
Asunción —a diferencia de cualquier otro municipio— está organizada territorialmente en seis distritos (Santísima Trinidad, La Recoleta, San Roque, La Catedral, La Encarnación y Santa María de la Asunción) y estos a su vez se dividen en 68 barrios. Los distritos y los barrios que conforman la ciudad de Asunción son:
|                        |
| Distritos de Asunción. |

|                      |
| Barrios de Asunción. |

| N.º | Barrio            | Distrito       | N.º | Barrio           | Distrito       | N.º | Barrio             | Distrito       | N.º | Barrio             | Distrito       |
| --- | ----------------- | -------------- | --- | ---------------- | -------------- | --- | ------------------ | -------------- | --- | ------------------ | -------------- |
| 1   | Banco San Miguel  | San Roque      | 2   | Bañado Cará Cará | Trinidad       | 3   | Bella Vista        | Trinidad       | 4   | Botánico           | Trinidad       |
| 5   | Cañada del Ybyray | Trinidad       | 6   | Carlos A. López  | La Encarnación | 7   | Carmelitas         | Trinidad       | 8   | Catedral           | La Catedral    |
| 9   | Ciudad Nueva      | San Roque      | 10  | Dr. Francia      | La Encarnación | 11  | La Encarnación     | La Encarnación | 12  | Gral. Caballero    | San Roque      |
| 13  | Gral. Díaz        | La Catedral    | 14  | Herrera          | La Recoleta    | 15  | Hipódromo          | La Recoleta    | 16  | Itá Enramada       | Santa María    |
| 17  | Itá Pytã Punta    | La Encarnación | 18  | Jara             | San Roque      | 19  | Jukyty             | Santa María    | 20  | Los Laureles       | La Recoleta    |
| 21  | Loma Pytá         | Trinidad       | 22  | Madame Lynch     | Trinidad       | 23  | Manorá             | Trinidad       | 24  | Mcal. Estigarribia | La Recoleta    |
| 25  | Mcal. López       | San Roque      | 26  | Mbocayaty        | Trinidad       | 27  | Mburicaó           | San Roque      | 28  | Mburucuyá          | Trinidad       |
| 29  | Las Mercedes      | San Roque      | 30  | Nazareth         | La Recoleta    | 31  | Ñu Guazú           | Trinidad       | 32  | Obrero             | La Catedral    |
| 33  | Pinozá            | San Roque      | 34  | Recoleta         | La Recoleta    | 35  | Republicano        | Santa María    | 36  | Ricardo Brugada    | San Roque      |
| 37  | Roberto L. Pettit | La Catedral    | 38  | Sajonia          | La Encarnación | 39  | Salvador del Mundo | Trinidad       | 40  | San Antonio        | La Encarnación |
| 41  | San Blas          | Trinidad       | 42  | San Cayetano     | La Catedral    | 43  | San Cristóbal      | La Recoleta    | 44  | San Jorge          | La Recoleta    |
| 45  | San Juan          | San Roque      | 46  | San Pablo        | La Recoleta    | 47  | San Roque          | San Roque      | 48  | San Vicente        | San Roque      |
| 49  | Santa Ana         | La Catedral    | 50  | Santa Librada    | Santa María    | 51  | Santa María        | La Recoleta    | 52  | Santa Rosa         | Trinidad       |
| 53  | Trinidad          | Trinidad       | 54  | Santo Domingo    | Trinidad       | 55  | Silvio Pettirossi  | San Roque      | 56  | Tablada Nueva      | Trinidad       |
| 57  | Tacumbú           | La Encarnación | 58  | Tembetary        | La Recoleta    | 59  | Terminal           | La Recoleta    | 60  | Villa Aurelia      | La Recoleta    |
| 61  | Villa Morra       | La Recoleta    | 62  | V. de Fátima     | Trinidad       | 63  | V. de la Asunción  | Trinidad       | 64  | V. del Huerto      | San Roque      |
| 65  | Vista Alegre      | San Roque      | 66  | Ycuá Satí        | La Recoleta    | 67  | Ytay               | La Recoleta    | 68  | Zeballos Cué       | Trinidad       |

## Cultura

### Educación

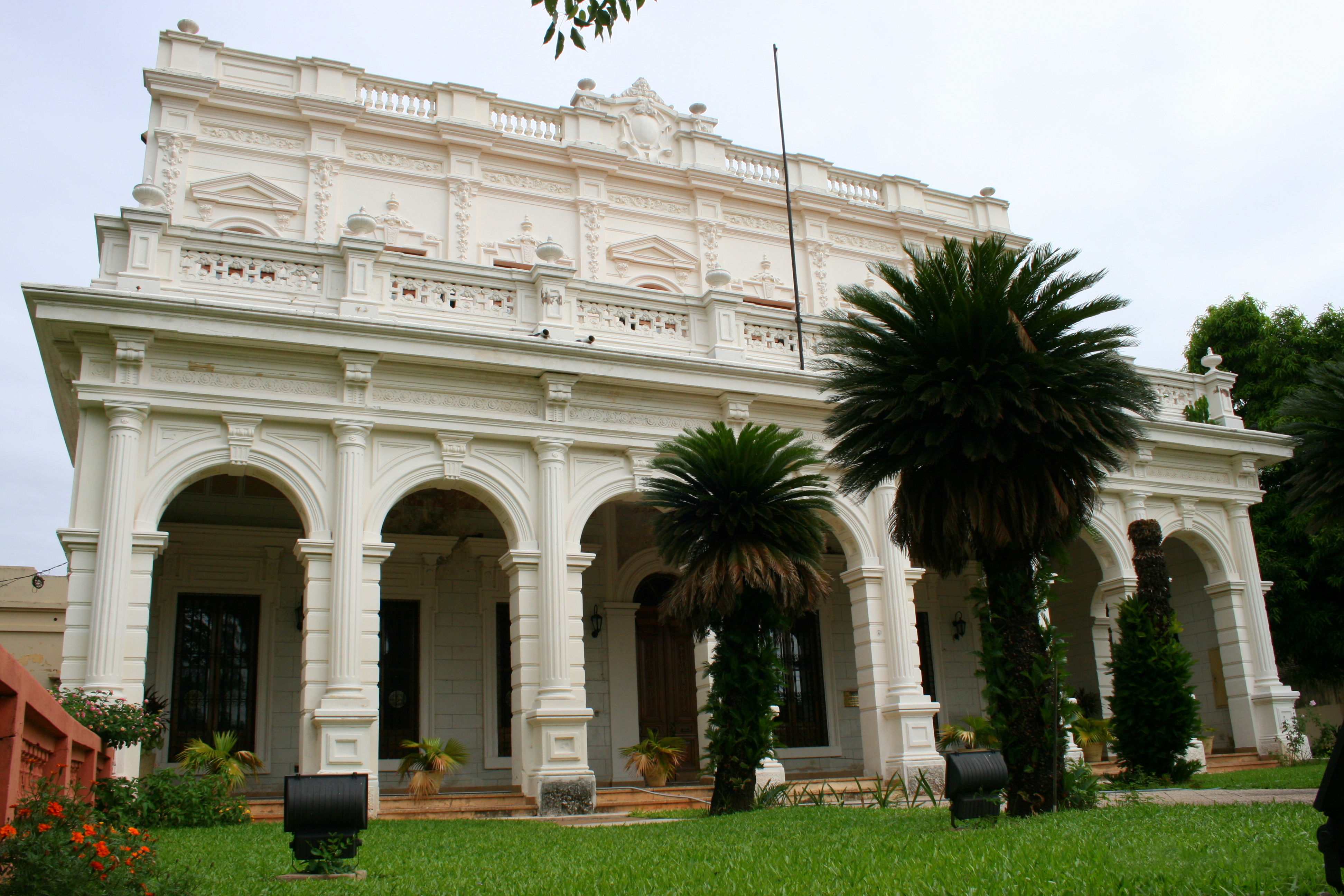
Rectorado de la Universidad Nacional de Asunción sobre la Avenida España.

Asunción es la ciudad con mayor actividad cultural del Paraguay. En ella se encuentran varios teatros como el Teatro Municipal Ignacio A. Pane el cual es el centro de las actividades culturales, teatrales y artísticas. Fue construido en 1843 bajo el mandato de Carlos Antonio López y la última refacción fue hecha en 1997.
La ciudad también cuenta con numerosas bibliotecas, entre las cuales están la Biblioteca Pública Municipal «Augusto Roa Bastos», la Biblioteca Nacional, la Biblioteca Agrícola Nacional y la Biblioteca Roosevelt del Centro Cultural Paraguayo Americano (CCPA). Las principales universidades son la Universidad Americana, y la Universidad Nacional de Asunción, la Universidad Columbia del Paraguay y la Universidad Católica Nuestra Señora de la Asunción, privada y dirigida por la Iglesia católica.
Entre sus mayores colegios públicos se encuentran el Colegio Nacional de la Capital, siendo esta la primera escuela secundaria del Paraguay, creada en 1877, el Colegio Técnico y Centro de Entrenamiento Vocacional Presidente Carlos Antonio López, el Colegio Técnico Nacional, Escuela Nacional de Comercio, Colegio Nacional Presidente Franco, el Colegio Nacional Asunción Escalada y la Escuela República Federal de Alemania.

### Museos

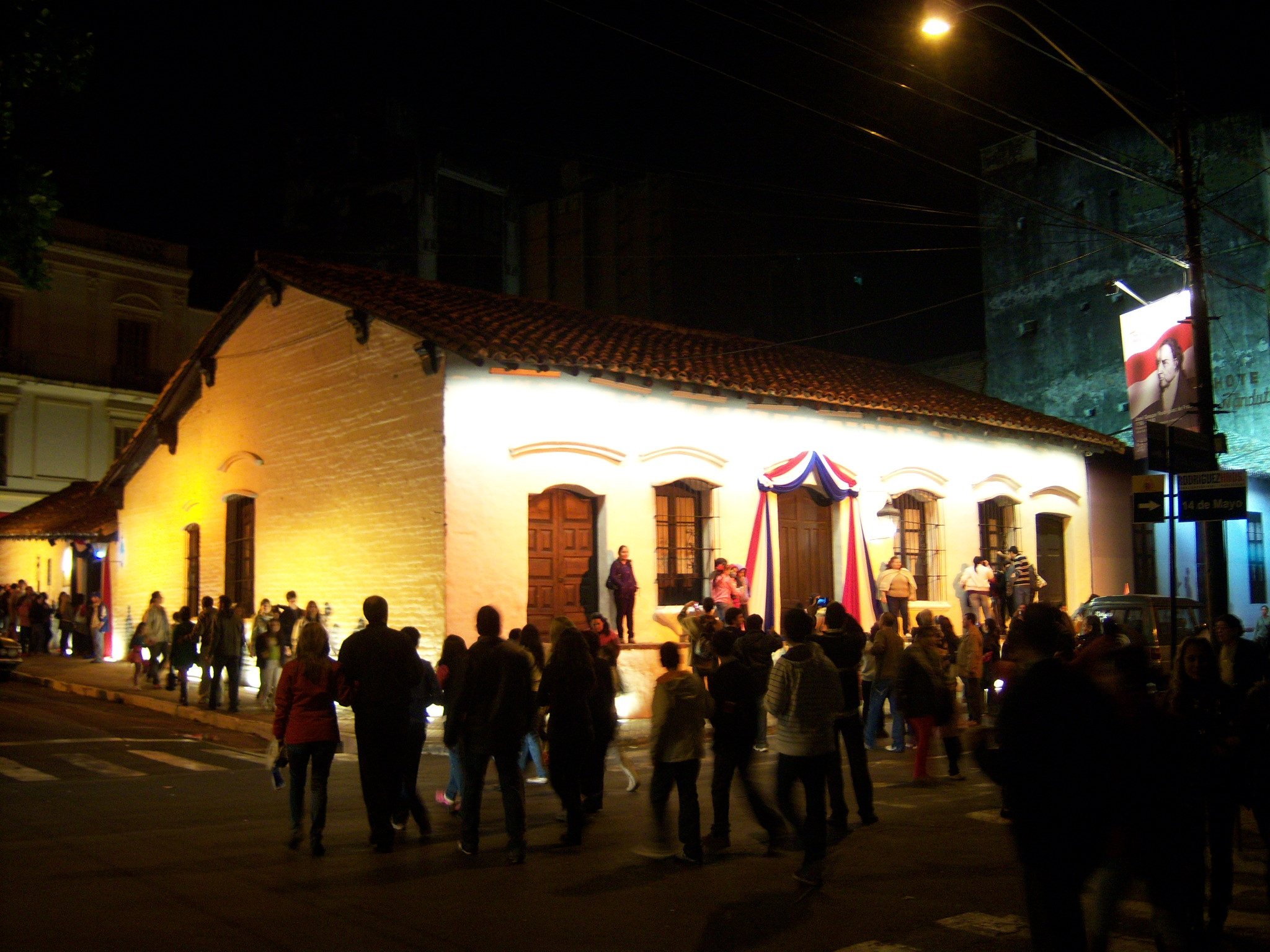
Museo Casa de la Independencia durante festejos del bicentenario en el año 2011.

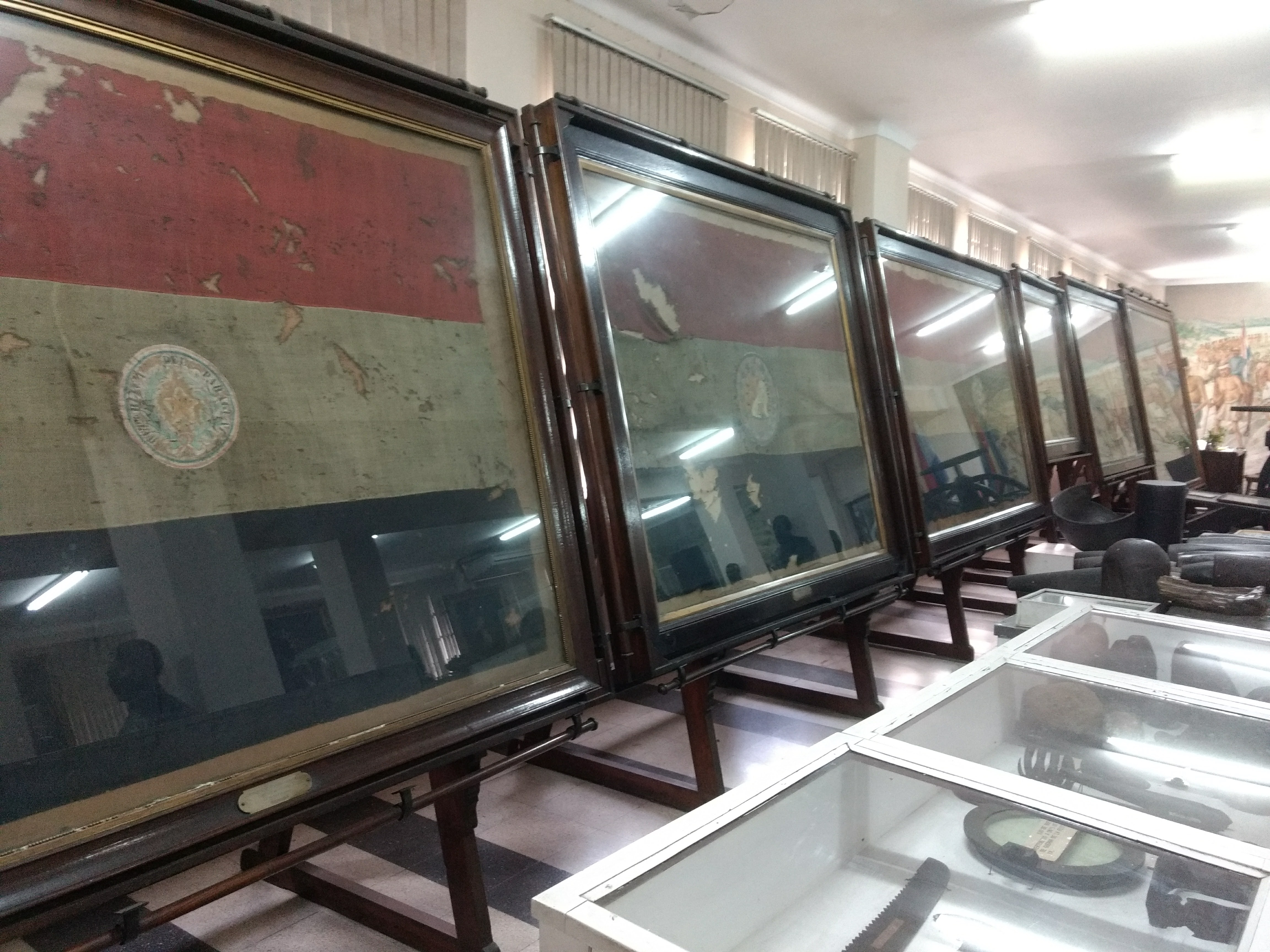
Banderas paraguayas de guerra en el Instituto de Historia y Museo Militar.

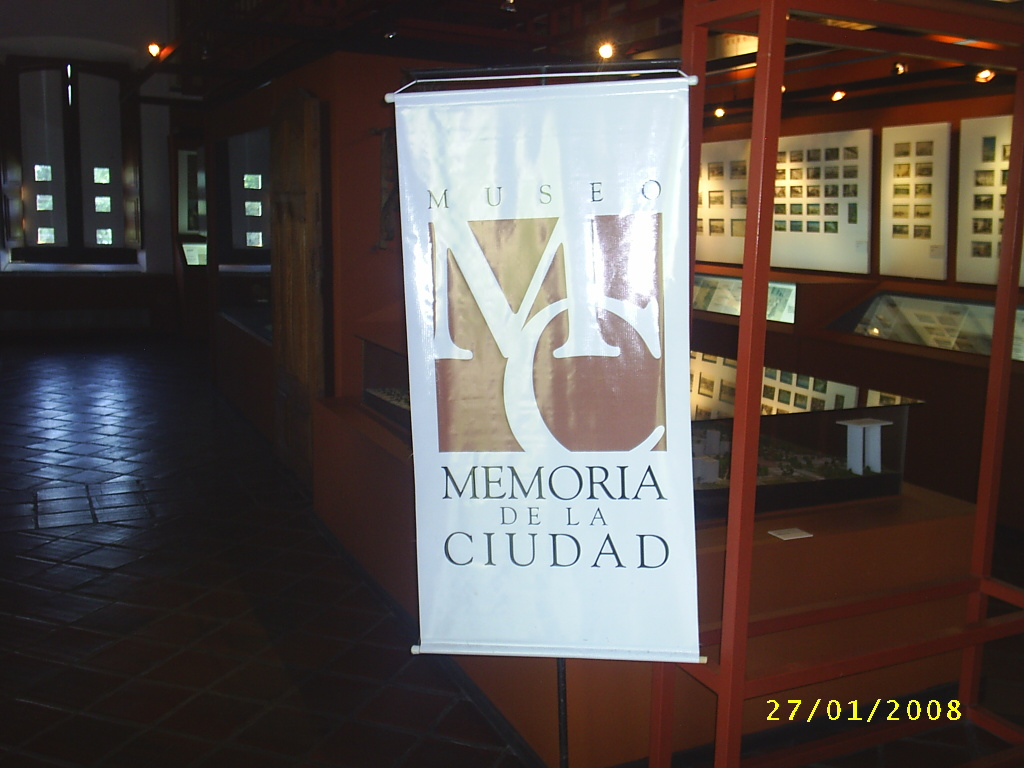
Museo Memoria de la Ciudad en la Manzana de la Rivera.

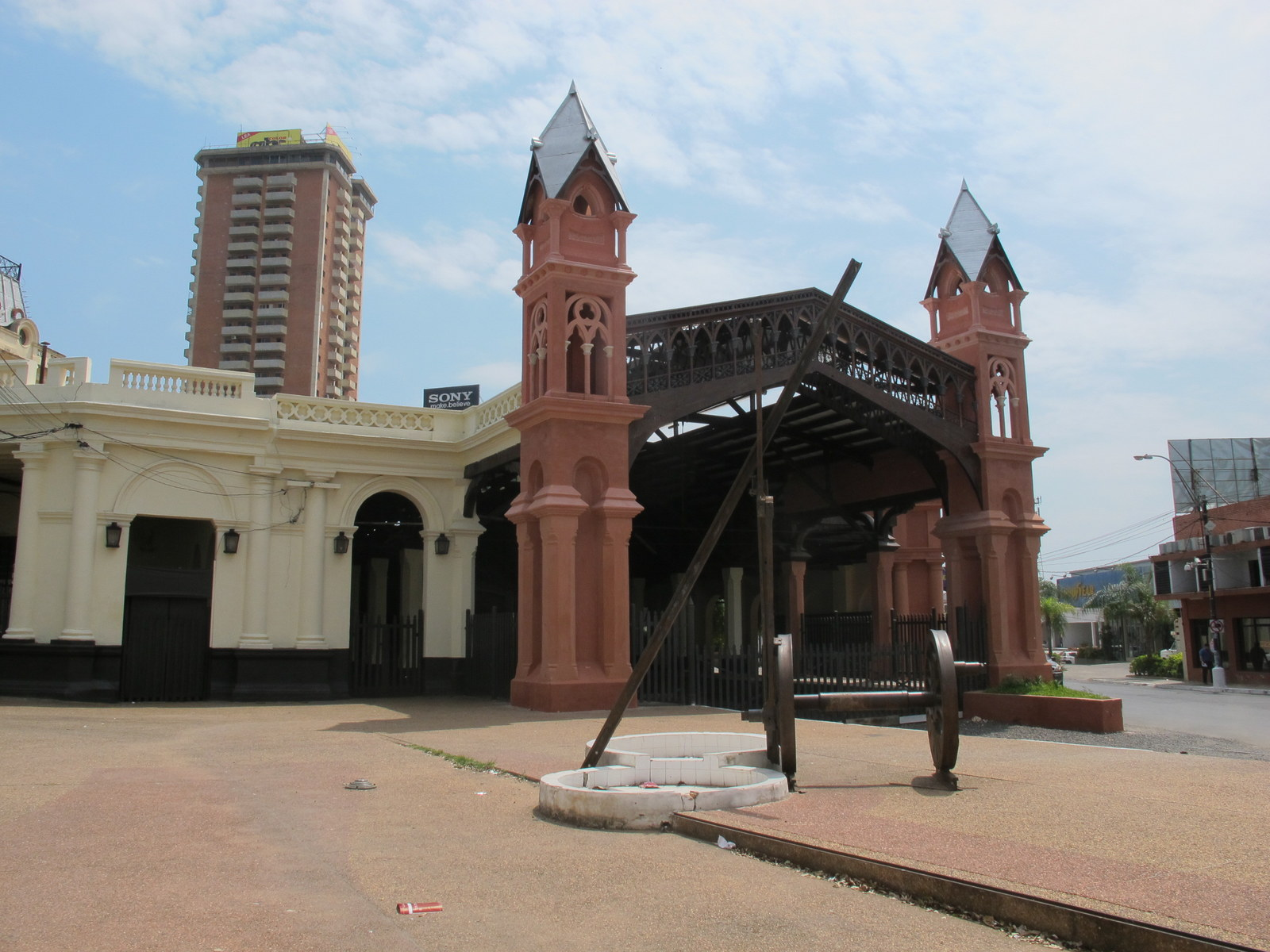
La Estación Central de Ferrocarril «Carlos Antonio López» exhibe el acervo de las 35 estaciones ferroviarias del país.

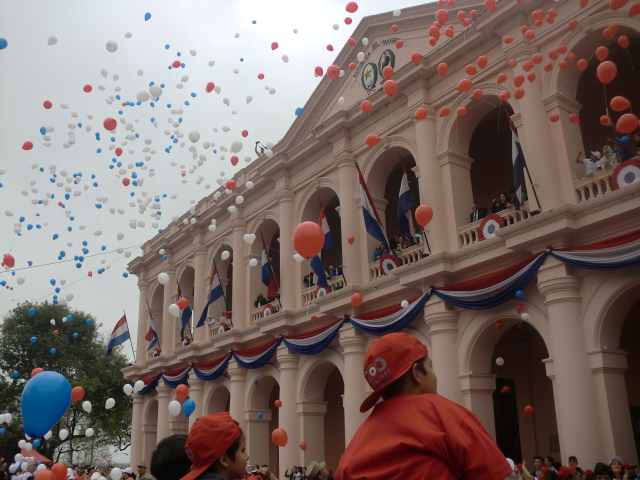
Museo del Cabildo.

Los museos de Asunción y sus alrededores son, por lo general, pequeños. En compensación, la amplia variedad de su patrimonio permitió la creación de una gran cantidad de pequeñas salas que brindan al visitante la oportunidad de conocer la historia del país a través de las expresiones artísticas en ellas contenidas.
Estos son algunos de los museos que se encuentran en Asunción:
- Museo Juan Sinforiano Bogarín: lleva el nombre de su fundador, ilustre sacerdote y primer arzobispo del Paraguay. Fue cárcel pública en la época de la colonia, donde estuvo preso Pedro Juan Caballero, héroe de la independencia, durante el gobierno del Dr. Gaspar Rodríguez de Francia. Este museo diocesano es rico en colección de tallas jesuíticas y franciscanas.

- Museo Casa de la Independencia: fue construido en la época colonial y conserva objetos que pertenecieron a los próceres de la Independencia del Paraguay, a familiares de estos, o que guardan relación con aquel tiempo. Consta de cinco salas y un gran salón, dispuestos en torno a un patio. A la entrada puede verse un mural del ceramista José Laterza Parodi que representa los edificios y lugares más destacados de la Asunción colonial.

- Manzana de la Rivera: es un complejo de nueve casas completamente restauradas, su ubicación privilegiada y la variedad de espacios históricos y de entretenimiento conforman uno de los sitios mejor ubicados de la ciudad capital.

- Museo Histórico Postal del Correo Central: desde 1913 funciona el Correo Central en una construcción de fines del siglo XIX. El museo fue creado por la Dirección de Correos y Telégrafos, con colecciones de estampillas que mandaba la Unión Postal Universal.

- Museo Nacional de Bellas Artes: inaugurado en 1909 por el gran coleccionista Juan Silvano Godoy, posee una rica colección de pinturas y grabados de diferentes épocas, escuelas y autores nacionales e internacionales. También posee esculturas en mármol, tallados en madera, bustos de bronces y yesos, etc. Además, posee un archivo de documentos relacionados con la historia del Paraguay.

- Museo de las Memorias «Dictadura y Derechos Humanos»: los familiares de las víctimas de la dictadura de Alfredo Stroessner, iniciaron la búsqueda del paradero de sus seres queridos, a medida que los años pasaban fueron reuniendo datos, fotografías y reconstruyendo vidas, nombres y apellidos. Publicaron entonces, un libro que se constituyó en una auténtica referencia, titulado «Semillas de Vida Ñemity Ra». A partir de sus fotos e informaciones, el Museo de las Memorias «Dictadura y Derechos Humanos» conformó una colección especial.[90][91]

- Museo Etnográfico Doctor Andrés Barbero: posee una importante colección arqueológica y etnográfica de parcialidades indígenas que habitaron y habitan el Paraguay. Además posee una biblioteca especializada en antropología, historia y ciencias naturales.

- Museo Histórico Nacional General Bernardino Caballero: posee como sede la casa donde vivió el general Caballero, en esta se pueden apreciar sus muebles y objetos personales.

- Museo del Touring y Automóvil Club Paraguayo: conserva piezas relacionadas con los primeros automóviles del Paraguay. En este museo se exhibe el automóvil considerado el más antiguo del país, que perteneciera al Dr. Andrés Barbero.

- Instituto de Historia y Museo Militar del Ministerio de Defensa: posee una importante colección de reliquias de la historia militar del Paraguay organizadas en diferentes salas. Además, posee exposiciones temporales sobre hechos históricos relevantes.

- Museo de Numismática del Banco Central: como su nombre lo dice se encarga de la historia numismática del Paraguay. Además, posee como anexo joyas de la época de la Guerra de la Triple Alianza, y de la Colección Cellario. Además, en sus instalaciones se encuentra la primera moneda de cuño nacional de fecha 1845.

- Centro de Artes Visuales o Museo del Barro: dirigida a mostrar en igualdad de condiciones el arte popular, el arte indígena y el arte contemporáneo del Paraguay. Su acervo artístico rigurosamente seleccionado lo ha convertido, en un cortísimo lapso de tiempo, en uno de los más importantes referentes de las artes del Paraguay y uno de los más notables de América. Las salas del museo del barro, cuyo patrimonio supera las cuatro mil piezas correspondientes a producciones mestizas desde el siglo XVII en adelante, albergan objetos que comprenden tallas de madera, tejidos, encajes, cerámica y orfebrería, además de incluir buena cantidad de piezas de cerámica precolombina procedente de todo el continente americano.[92]

- Museos del Jardín Botánico y Zoológico de Asunción: está conformada por dos museos, uno de ellos es el Museo de Historia Natural e Indigenista y Herbario (Casa Baja) con colecciones zoológicas, paleontológicas, arqueológicas, etnográficas y botánicas. Mientras que el otro museo, conocido como Museo de Historia (Casa Alta), posee objetos de Don Carlos Antonio López.

- Museo del Tesoro de la Catedral Metropolitana: se especializa en artículos de arte sacro, atuendos de los sacerdotes, imágenes, retablos, vasos sagrados, nichos y candelabros.

- Museo Mariscal José Félix Estigarribia: resguarda uniformes, armas, botas, condecoraciones y otros elementos militares.

- Casa de la Cultura Paraguaya: resguarda objetos y documentos de la Historia Militar de la época Colonial, época Independiente, época de la Guerra de la Triple Alianza y de la época de la Guerra del Chaco.

- Unión Paraguaya de Veteranos de la Guerra del Chaco: resguarda trofeos y fotografías de la Guerra del Chaco.

- Museo de Arte Sacro: es un museo con una importante colección de piezas de escultura y orfebrería de Arte sacro Barroco Guaraní.

### Capital Verde

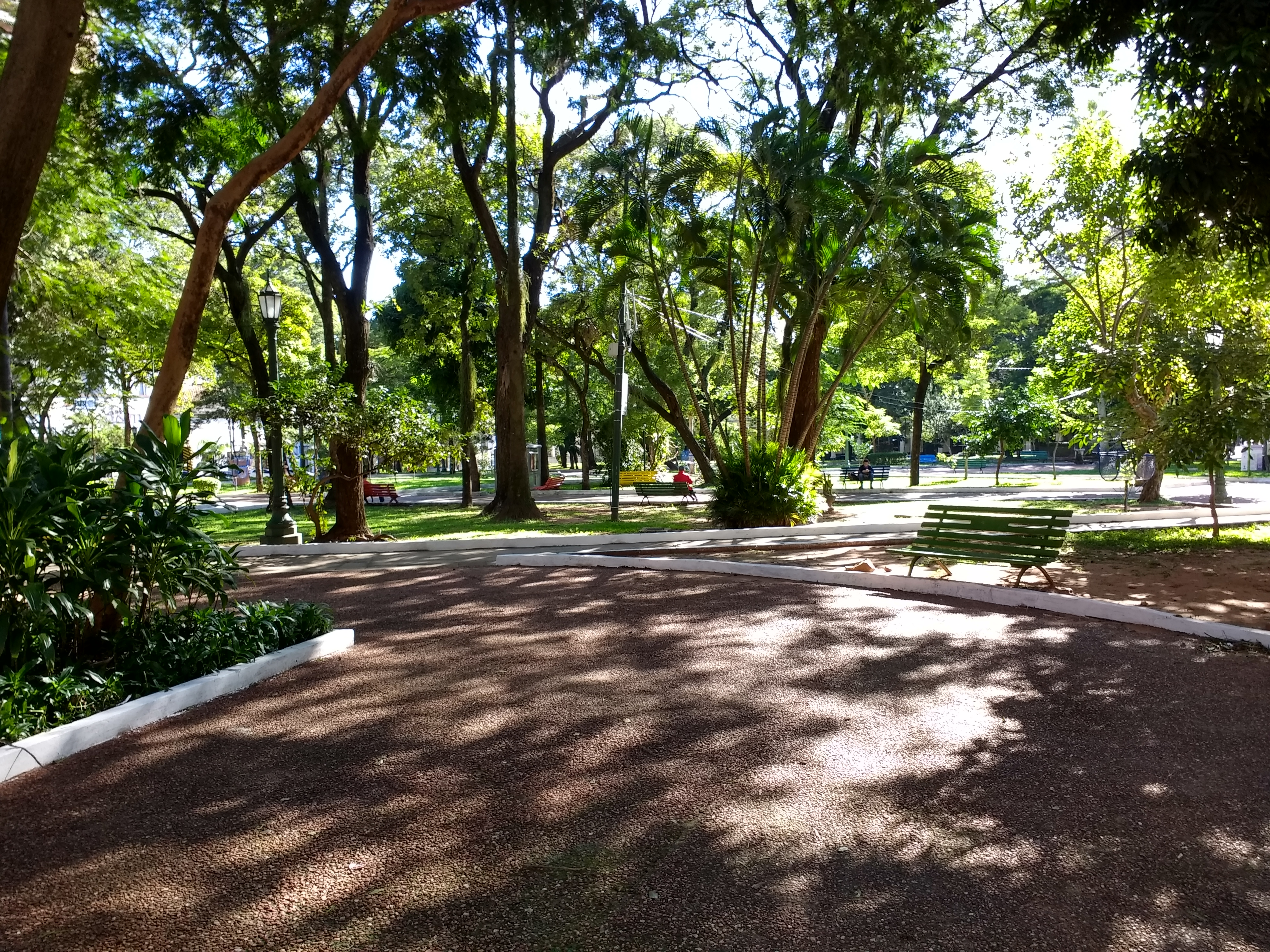
Plaza Uruguaya, pulmón verde del centro histórico de la ciudad.

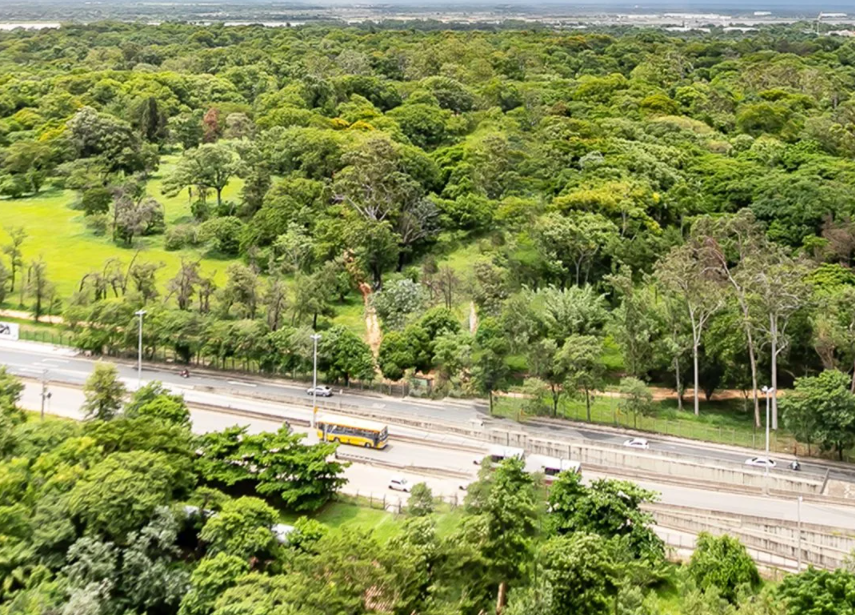
Jardín Botánico de Asunción.

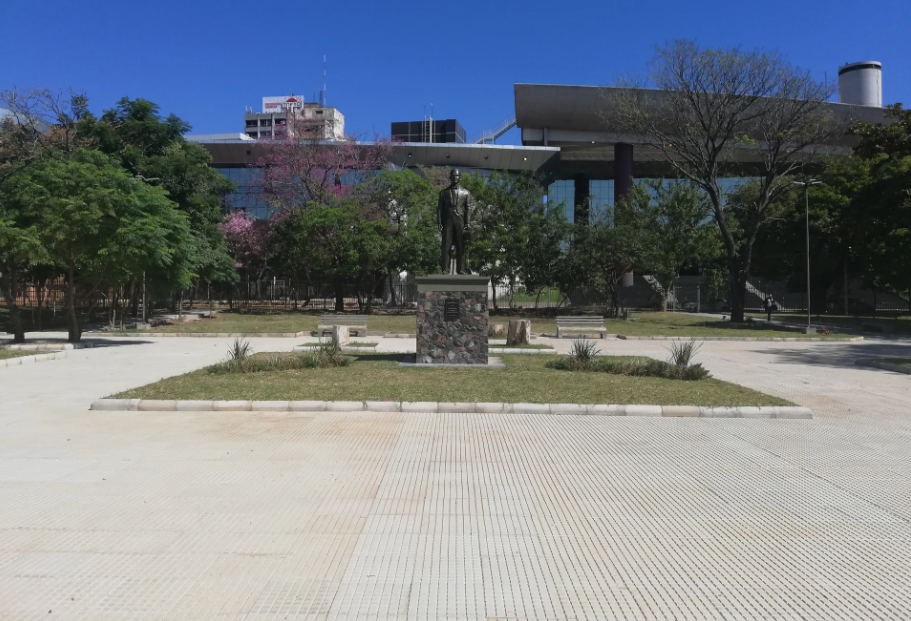
Plaza Eligio Ayala, frente al Congreso Nacional.

La Administración Municipal del ex-Intendente Arnaldo Samaniego (2010-2015) presentó en octubre del 2012 en Lisboa, Portugal, en la reunión de la Unión de Ciudades Capitales Iberoamericanas (UCCI), la política pública municipal denominada "Rohayhu Asunción, Capital Verde" (del guaraní: Te amo Asunción, la capital verde del mundo). Este encuentro tuvo como objetivo mejorar la calidad y estilos de vida de la población asuncena. Los demás alcaldes aceptaron la propuesta de la representación paraguaya y crearon una comisión especial de evaluación, estipulando el cumplimiento de siete indicadores que deben ser adecuados por la ciudad para optar por la denominación, estos indicadores son Biodiversidad: áreas verdes por persona, áreas verdes públicas, cantidad de árboles plantados, cantidad de especies de aves y cantidad de especies de aves migratorias; Desechos: proporción de desechos, recolectores y eliminación adecuada, desechos generados por persona, política de reciclaje y rehúso de desechos; Uso del Suelo y Edificios: densidad de la población, política de construcciones ecológicas, política del uso del suelo y planeamiento urbano; Transporte: extensión de la red de transporte masivo, cantidad de automóviles y motocicletas, política de transporte masivo urbano, política de reducción de congestión vehicular; Agua: población con acceso al agua potable, política de sustentabilidad del agua;Saneamiento: población con acceso a un saneamiento mejorado, política de saneamiento, obras de desagüe pluvial;Calidad del Aire: política de aire limpio; y Gobernanza Medio Ambiental: monitoreo ambiental y participación pública.

### Los siete tesoros de Asunción
La elección de los siete tesoros del Patrimonio cultural Material de Asunción se ha desarrollado durante los meses de abril y mayo de 2009. Promovida por la Organización Capital Americana de la Cultura, con la colaboración de las autoridades paraguayas que participaron en la elección, se ha llevado a cabo con la voluntad de divulgar el patrimonio cultural material de Asunción de una manera didáctica, pedagógica, lúdica y, a la vez, motivar la visita de los lugares propuestos y elegidos y establecer una nueva ruta turística que permita a los propios paraguayos y a los visitantes conocer de manera sintética la riqueza patrimonial de la Capital Americana de la Cultura 2009.
Un total de 45 candidaturas han optado a convertirse en uno de los tesoros del Patrimonio Cultural Material de Asunción. El resultado de la votación, en el que han participado 12.417 personas, es el siguiente: El Palacio de los López, el Panteón de los Héroes, el Cabildo, la Catedral Metropolitana, el Hotel Guaraní, el Teatro Municipal y la Iglesia de la Santísima Trinidad.

### Capital Americana de la Cultura
La ciudad de Asunción fue designada por el Bureau Internacional de Capitales Culturales como Capital Americana de la Cultura 2009. El anuncio fue dado el 28 de octubre de 2008 por Xavier Tudela, presidente del Bureau, que tiene su sede en Barcelona, España. De este modo, Asunción relevó como referente cultural de las Américas a Brasilia, capital del Brasil, a partir del 1 de enero de 2009.
En la presentación del Programa Asunción 2009, la ex-intendenta Evanhy de Gallegos, expresó lo siguiente:

Por fin vamos a iniciar esta gran Capital Americana de la Cultura 2009. Estamos trabajando para que la cultura asuncena y paraguaya sea conocida en todo el mundo.

A la vez, en la presentación del programa de la capitalidad cultural se anunció la gran Gala que se llevó a cabo domingo, 22 de marzo, en la Plaza de la Democracia, a partir de las 20:00. En dicha gala se presentaron el Ballet Clásico y Moderno Municipal, la Orquesta Sinfónica de la ciudad de Asunción, el Grupo Ñamandu y la Banda Folklórica Municipal. La gala tuvo una gran asistencia, a la cual asistió también el presidente del Bureau Internacional de Capitales Culturales, Xavier Tudela.
La Capital Americana de la Cultura Asunción 2009, tuvo aproximadamente cuatro mil actividades culturales, entre ellas podemos citar conciertos, festivales, encuentros internacionales, ferias, etc.
| Predecesor: Río de Janeiro | Capital Iberoamericana de la Cultura 2001 | Sucesor: Lima          |
| Predecesor: Brasilia       | Capital Americana de la Cultura 2009      | Sucesor: Santo Domingo |

## Turismo

### Hotelería y Gastronomía

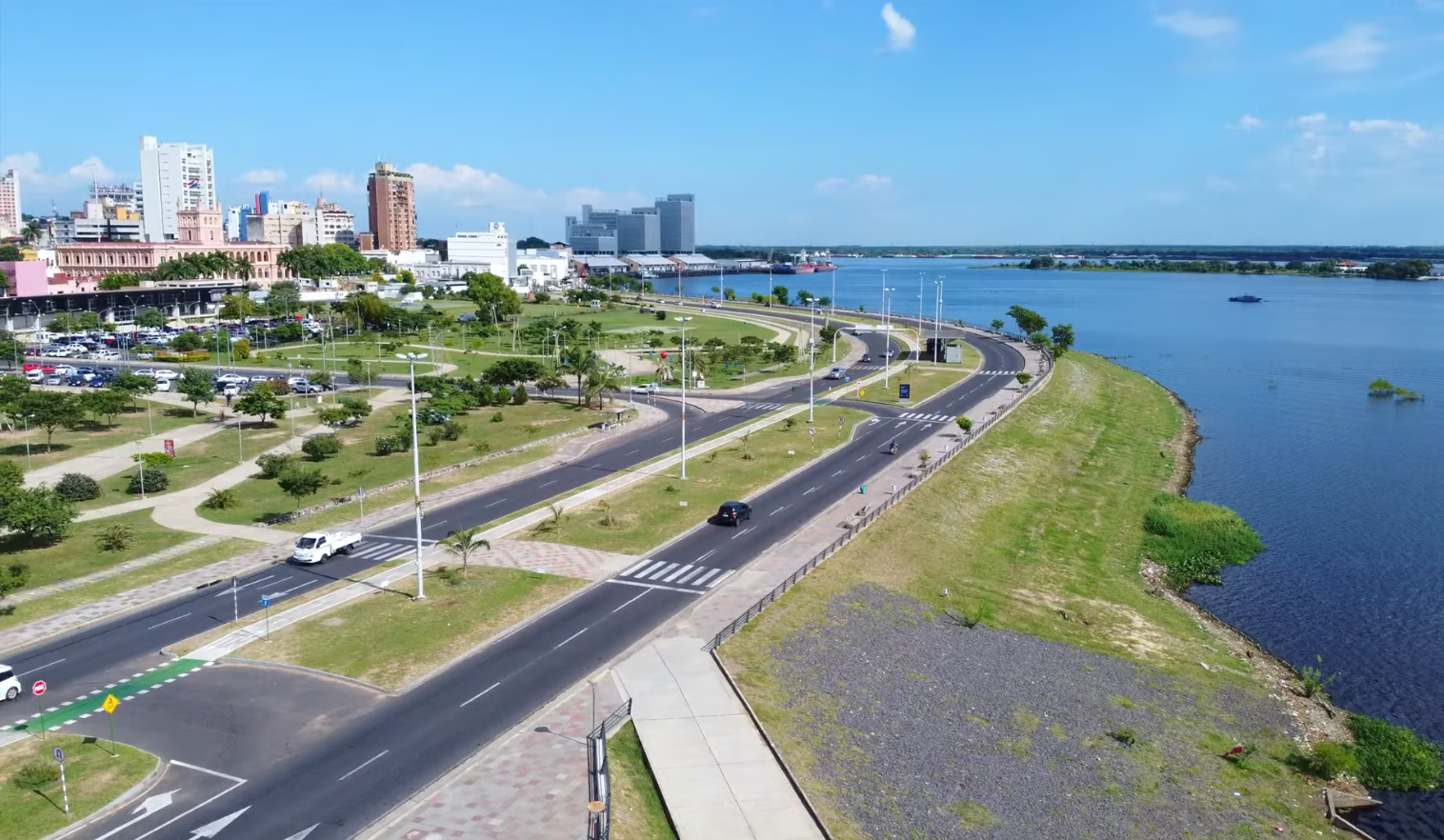
Costanera Norte.

La hotelería paraguaya ha visto importantes inversiones en los últimos años. Este sector económico está contribuyendo fuertemente al crecimiento del sector turístico del país. Esto trajo consigo mayor capacidad y calidad de alojamiento y, de acuerdo a los datos de la Senatur, entre 2013 y 2017 la cantidad de camas creció 34%. En 2017 Paraguay alcanzó cifras récords en la llegada de turistas internacionales, con un crecimiento tres veces superior al promedio mundial, dinamismo que ha sido apuntalado por el incremento del número de establecimientos de alojamiento en el país.
A nivel país existen más de 905 establecimientos de alojamiento, que totalizan 33.813 camas, y uno de los desafíos que todavía se afronta es la categorización hotelera con criterios de sostenibilidad, que de aprobarse colocaría al Paraguay en la vanguardia en ese aspecto. En 2017 llegaron aproximadamente 1,6 millones de turistas extranjeros, generando ingreso de divisas de más de US$ 600 millones, especialmente en Asunción.
Los empresarios de la hotelería, tanto nacionales como representantes de cadenas internacionales, invirtieron su capital a favor del desarrollo turístico nacional gracias a la confianza generada por la estabilidad económica, la solidez de la moneda y la continuidad de las políticas públicas en materia de turismo por parte del Gobierno Nacional. Sumado a esto se añade la apuesta del sector turístico por una sólida alianza público-privada, lo cual permite trabajar comprometidamente en la implementación del Plan Estratégico de Turismo de Reuniones desde el año 2014, llegando a colocar al país como un jugador competitivo en esta materia a nivel regional.

### Sitios de interés

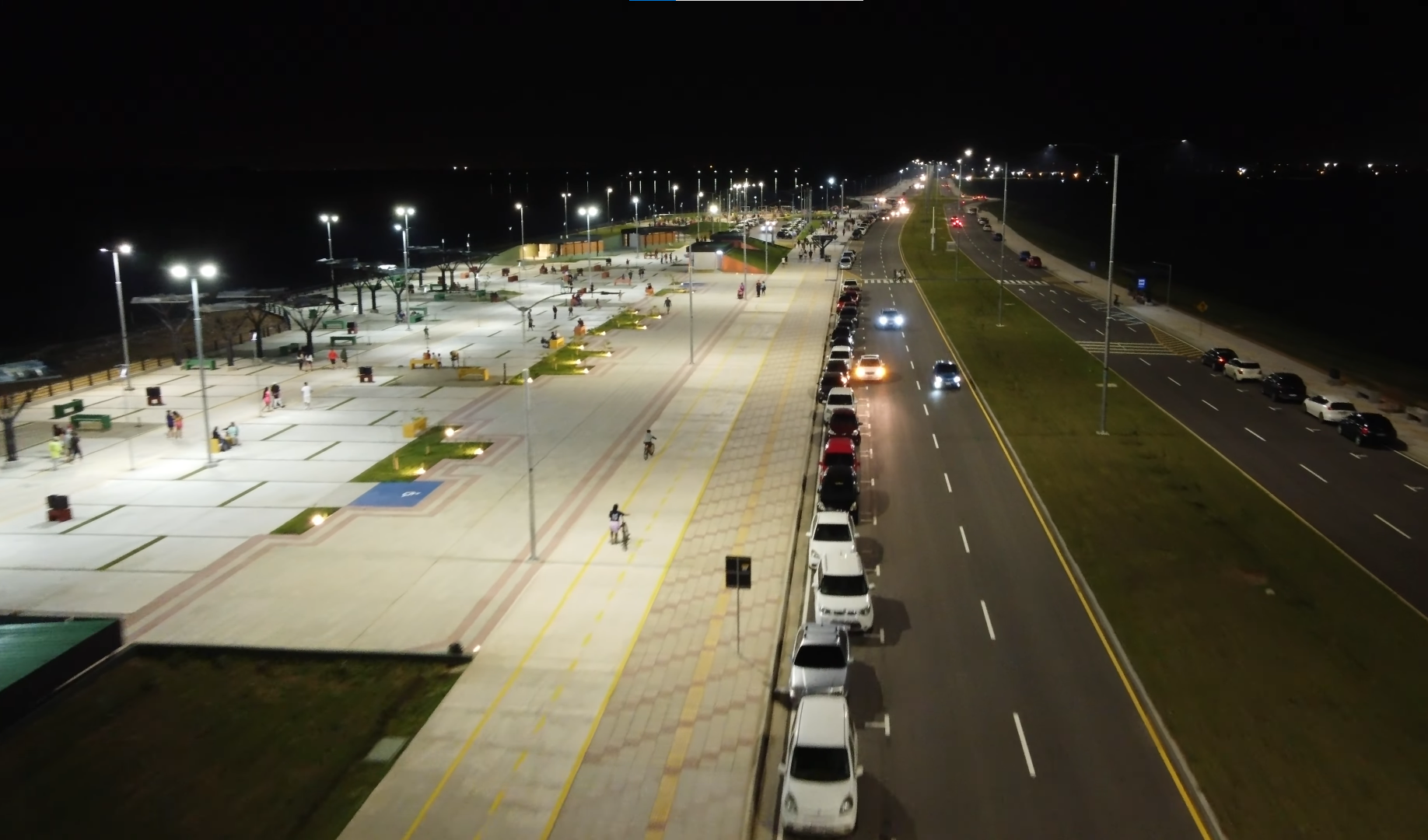
Parque Lineal Costanera Sur.

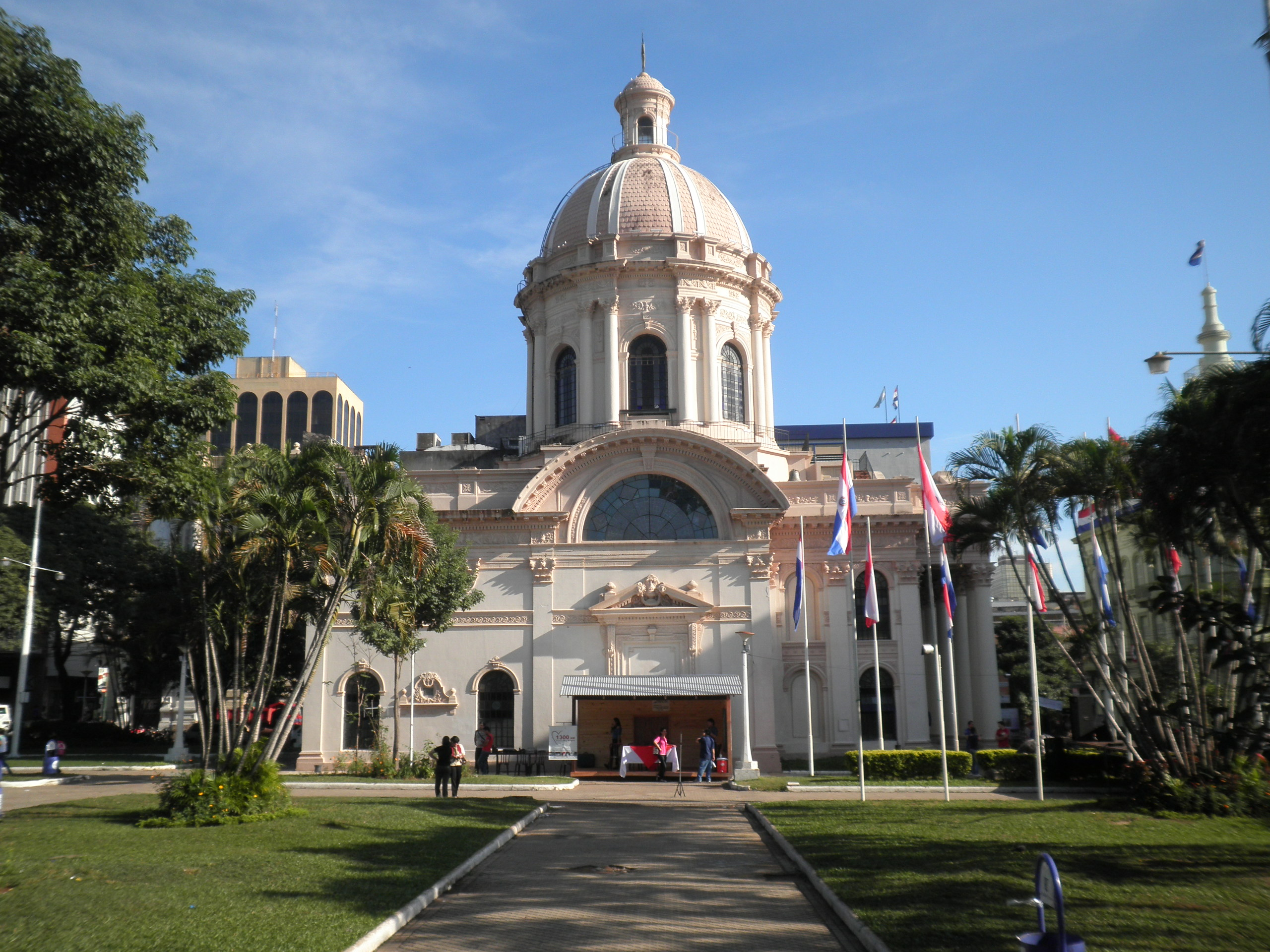
Panteón Nacional de los Héroes.

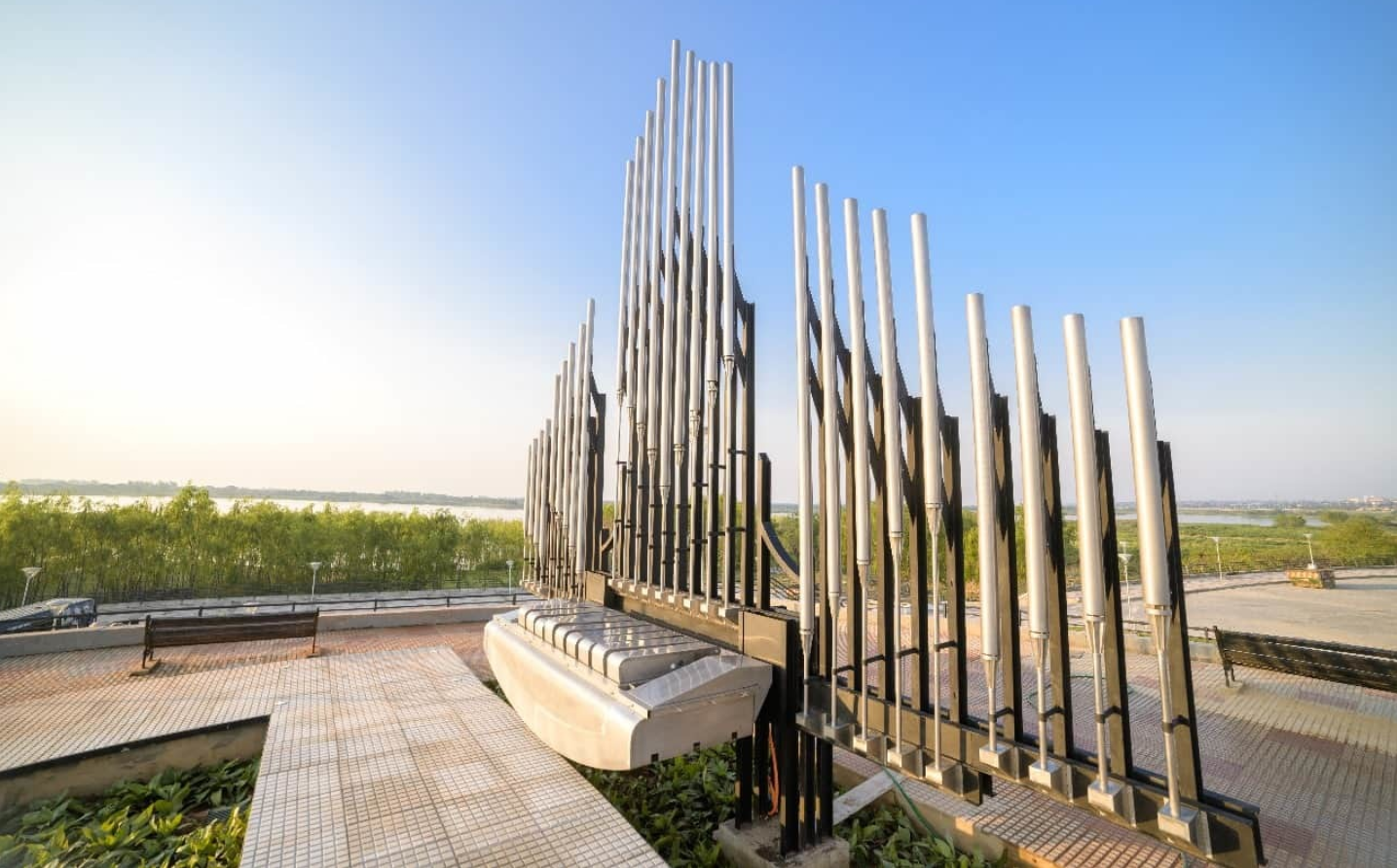
Paseo de la Guarania, un órgano hidráulico que interpreta melodías de guarania.

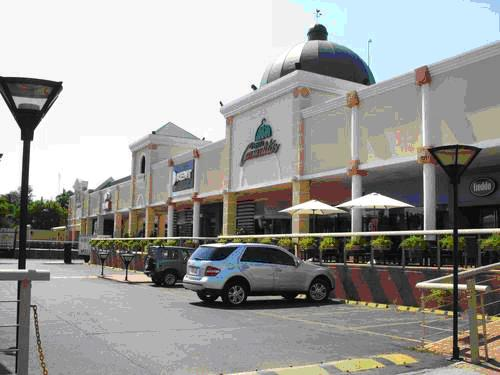
Barrio Carmelitas.

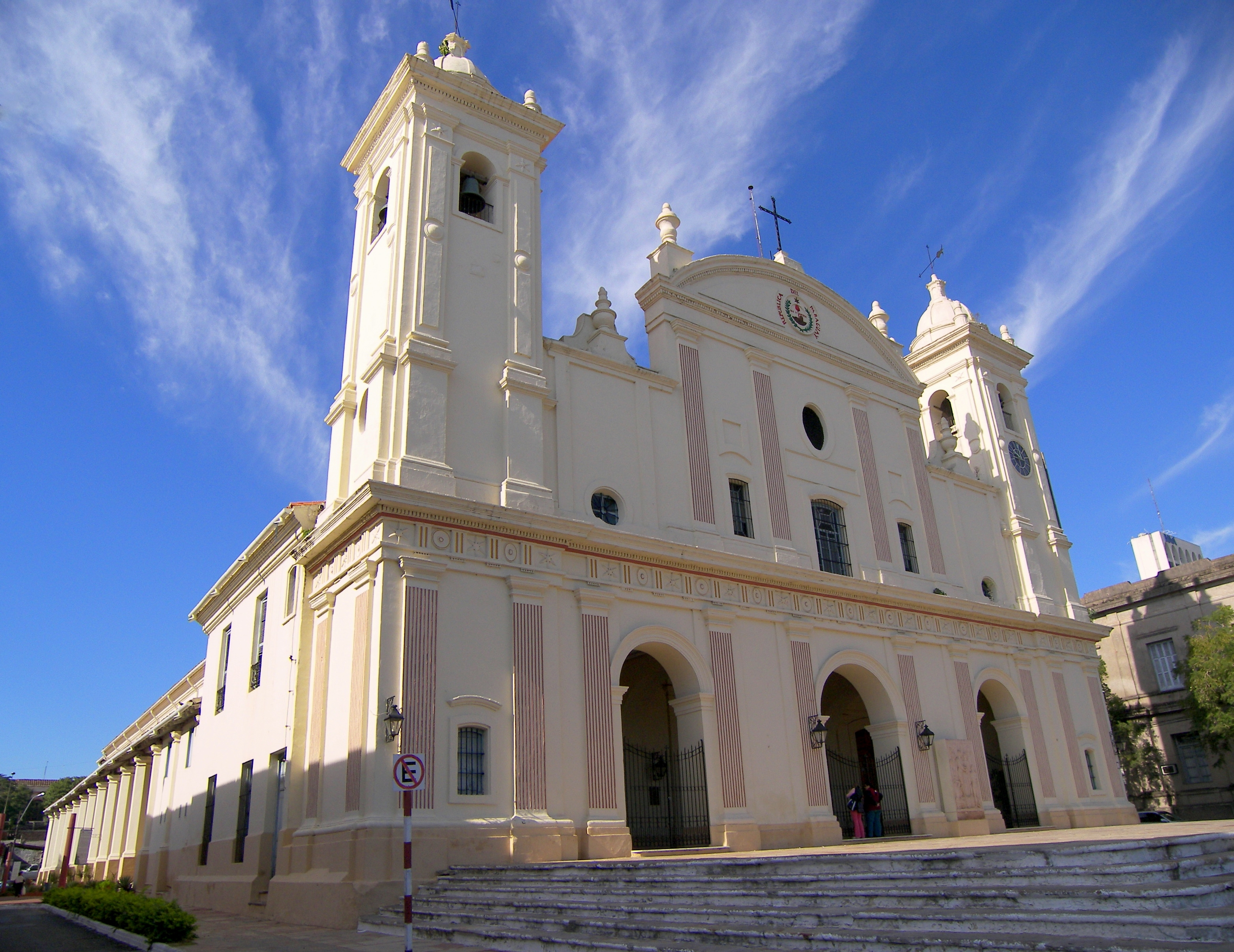
Catedral Metropolitana de Asunción.

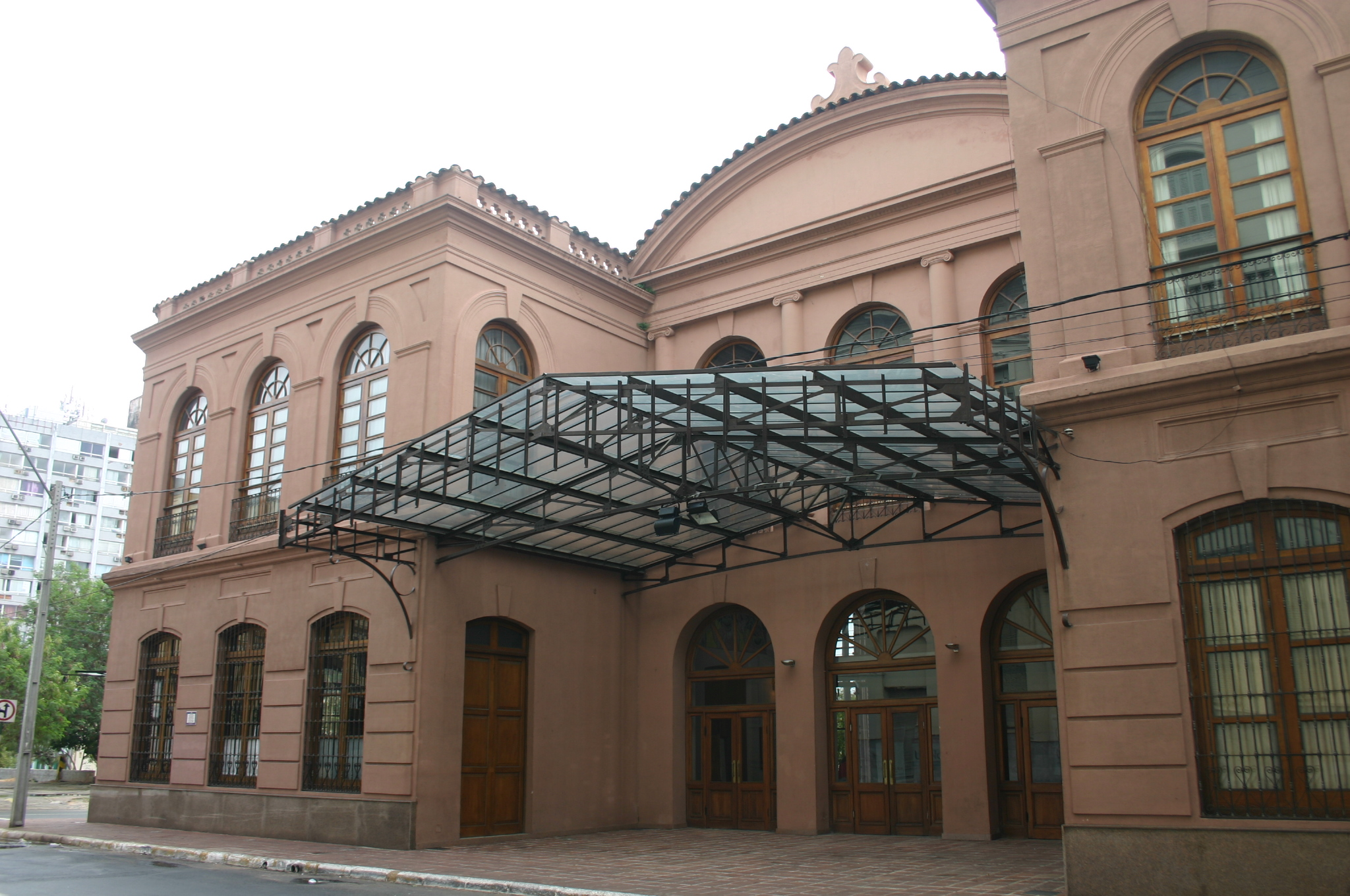
Teatro Municipal Ignacio A. Pane.

- Centro Histórico de la Ciudad: la mayor parte de los edificios y casonas históricas se encuentra en el Centro, este se extiende paralela a la bahía, entre la Plaza Uruguaya y el puerto.[100]

- Bahía de Asunción: a su orilla se encuentra apostados dos cañones utilizados durante la Guerra de la Triple Alianza. Además, en la parte posterior del Palacio de los López se encuentra ubicado un mirador desde el cual se puede observar, por un lado el horizonte conformado por edificios, y por el otro, la naturaleza que rodea a la bahía. También existen pintorescas lanchas que parten todos los días desde el «Puerto y Playa Montevideo», que tienen como destino la localidad de Chaco-í, donde se tiene una imponente vista de Asunción.

- Palacio de los López: su construcción comenzó a fines de 1860. Al observarlo desde arriba recuerda una forma de «U». Su fachada principal se encuentra tratada con imponentes galerías superpuestas que dan a la Bahía de Asunción. Posee una gran torre en forma de cubo, rematada en cuatro torrecillas. El bombardeo de la escuadra brasileña derribó una de ellas durante la Guerra contra la Triple Alianza. El palacio fue edificado para ser residencia del Presidente Mariscal Francisco Solano López, quien nunca llegó a ocuparlo. Hoy es sede del Poder Ejecutivo.

- Manzana de la Rivera: reúne nueve casas construidas en diversas épocas.[101] La más antigua, la Casa Viola, la cual data del siglo XVIII (1750-1758), esta es una construcción colonial que corresponde a la ciudad anterior al dictador Rodríguez de Francia. La Casa Castelvi fue construida en 1804, esta muestra un típico sistema de construcción colonial, fue restaurada en 1995; desde 1996 funciona como Museo de la Memoria de la Ciudad.

- Museo Casa de la Independencia: fue edificada en 1772. Esta fue la propiedad de los hermanos Pedro Pablo y Sebastián Antonio Martínez Sáenz, ellos la cedieron para las reuniones secretas que condujeron a la Revolución de la Independencia del 14 y 15 de mayo de 1811. Esta casa atesora piezas de incalculable valor histórico.[102]

- Teatro Municipal Ignacio A. Pane: en 1886 comenzó la construcción del Teatro Nacional y culminó en 1889.[103] En 1939 se convirtió en Teatro Municipal. En 1997 se iniciaron trabajos de restauración y fue reinaugurado en el 2006. Este teatro presenta un amplio programa cultural durante todo el año (teatros, conciertos, ballet, etc).

- Panteón Nacional de los Héroes: por orden del Mariscal Francisco Solano López, en 1863 empezó la construcción de la capilla dedicada a la Virgen de la Asunción, Patrona de Asunción y Mariscala de sus ejércitos.[104] Se inauguró en 1936 depositando allí los restos del Mariscal López y otros héroes de la patria, convirtiéndose así en Panteón de los Héroes.

- Museo del Cabildo de Asunción: edificio de estilo neoclásico. Esta fue la primera obra pública de envergadura del siglo XIX, construida bajo el gobierno de Carlos Antonio López.[105] Durante muchas décadas fue sede del Poder Legislativo. Desde mayo de 2004 alberga uno de los museos más importantes del Paraguay. Cuenta con cinco salas, una biblioteca, una sala de conferencias y una sala multiuso.

- Catedral Metropolitana de Asunción: fue la primera diócesis del Río de la Plata.[106] Fue construida por orden de Don Carlos Antonio López e inaugurada en 1845. Está dedicada a la Virgen de la Asunción. Posee un altar mayor revestido en plata.

- Iglesia de la Encarnación: en 1893 se colocó la piedra fundamental del nuevo Templo de la Encarnación, después de que un voraz incendio destruyera totalmente la antigua iglesia ubicada en la Loma Cabará.[107] Posee un diseño renacentista, este templo es uno de los más grandes de Asunción.

- Ferrocarril Carlos Antonio López: en 1861 se inaugura esta estación ferroviaria y también la vía férrea.[108] Paraguay fue uno de los primeros países en América del Sur con ferrocarril para transporte de pasajeros. Fue construida durante el gobierno de Carlos Antonio López, puede verse la locomotora "Sapukái", una de las primeras del Río de la Plata. Actualmente es un museo histórico con muestras representativas de la historia ferroviaria del Paraguay, cabe recalcar que no funciona más como estación de trenes.

- Iglesia de la Santísima Trinidad: fue construida en el año 1854, bajo la orden del presidente Carlos Antonio López.[109] El italiano Alejandro Ravizza se encargó de su diseño y construcción. El edificio posee una bellísima fachada y pinturas clásicas en el cielorraso.

- Escalinata de Antequera: fue erigido el monumento en homenaje a los Comuneros. Aprovechando las pendientes de la colina se construyó la escalinata que baja a la calle Antequera, obra del entonces Intendente Municipal, Arq. Miguel Ángel Alfaro. En la cima de la columna fue colocada la escultura llamada La Victoria, del escultor italiano Luis Perlotti. El monumento y la escalinata fueron construidos bajo la dirección del arquitecto Alfaro, por el constructor italiano Carlos Pozzi y fue inaugurado el 15 de agosto de 1928, cuando se celebró la Asunción presidencial del Doctor José Patricio Guggiari.[110]

- Costanera de Asunción: Orientado para el sano esparcimiento, encontrará un espacio familiar, para reunión de amigos, para observar hermosos atardeceres y deleitarse con el paisaje de la ciudad.[111] Para sus paseos puede alquilar bicicletas, kartings, rollers, etc. También tendrá lugar un parque lineal.[112]

- Jardín botánico y zoológico de Asunción: es uno de los principales pulmones verdes de la ciudad, ya que posee más de 110 hectáreas de bosque natural. El zoológico alberga a casi setenta especies de animales silvestres entre aves, mamíferos y reptiles. La mayoría de ellas representan a la fauna sudamericana.[113]

- Centro Astronómico Bicentenario: en el local funcionan tres salas que tienen diversas temáticas. La primera es una sala multimedia con pantalla gigante donde se podrán observar películas científicas. En la segunda sala se encuentra un planetario, donde los visitantes podrán observar una recreación de las constelaciones. La tercera sala consta de computadoras conectadas a Internet y una biblioteca actualizada sobre ciencia y astronomía, donde los visitantes podrán realizar investigaciones.[114]

## Medios de comunicación

### Canales de televisión
| Canal de TV    | Logo | Nombre del canal | Temática                   | Tipo de canal              |
| -------------- | ---- | ---------------- | -------------------------- | -------------------------- |
| Canal 4        |      | Telefuturo       | Variedades                 | Televisión abierta         |
| Canal 5        |      | Paravisión       | Variedades                 | Televisión abierta         |
| Canal 8        |      | C9N              | Informativo                | Televisión abierta         |
| Canal 9        |      | SNT              | Variedades                 | Televisión abierta         |
| Canal 11       |      | LaTele           | Variedades                 | Televisión abierta         |
| Canal 12       |      | Noticias PY      | Informativo                | Televisión abierta         |
| Canal 13       |      | Trece            | Variedades                 | Televisión abierta         |
| Canal 14       |      | Paraguay TV      | Variedades e Institucional | Televisión abierta         |
| Canal 18/27/57 |      | América PY       | Variedades                 | Televisión por suscripción |
| Canal 24       |      | A24 PY           | Informativo                | Televisión por suscripción |
| Canal 50       |      | ABC TV           | Variedades                 | Televisión por suscripción |
| Canal 500      |      | Hei              | Variedades                 | Televisión por suscripción |
| Canal 507      |      | Tigo Sports      | Deportes                   | Televisión por suscripción |

### Radios AM y FM
| kHz         | Nombre de la radio AM       | Ciudad              | Temática              |
| ----------- | --------------------------- | ------------------- | --------------------- |
| AM 650 kHz  | Radio Uno                   | Asunción            | Variedades            |
| AM 680 kHz  | Radio Caritas               | Asunción            | Religión              |
| AM 730 kHz  | ABC Cardinal                | Asunción            | Informativo, Deportes |
| AM 780 kHz  | Radio 1° de Marzo           | Asunción            | Cultura               |
| AM 800 kHz  | Radio La Unión              | Asunción            | Variedades            |
| AM 920 kHz  | Radio Nacional del Paraguay | Asunción            | Estatal               |
| AM 970 kHz  | Radio Universo              | Asunción            | Informativo, Deportes |
| AM 1000 kHz | Radio Mil                   | Asunción            | Variedades            |
| AM 1020 kHz | Radio Ñandutí               | Asunción            | Variedades            |
| AM 1080 kHz | Radio Monumental 1080 AM    | Asunción            | Variedades, Deportes  |
| AM 1120 kHz | Radio La Deportiva          | Lambaré             | Deportes              |
| AM 1200 kHz | Radio Libre                 | Fernando de la Mora | Variedades            |
| AM 1250 kHz | Radio Asunción              | Asunción            | Variedades            |
| AM 1330 kHz | Radio Chaco Boreal          | Asunción            | Informativo, Deportes |
| AM 1480 kHz | Radio Iglesia               | Asunción            | Religión              |

| MHz          | Nombre de la radio FM       | Ciudad              | Temática                      |
| ------------ | --------------------------- | ------------------- | ----------------------------- |
| FM 87.5 MHz  | Radio Perpetuo Socorro      | Asunción            | Religión                      |
| FM 87.7 MHz  | Radio Medalla Milagrosa     | Fernando de la Mora | Religión                      |
| FM 91.1 MHz  | Estación 40                 | Asunción            | Musical, Magazine             |
| FM 91.5 MHz  | Top Milenium                | Asunción            | Musical                       |
| FM 91.9 MHz  | HEi Radio                   | Asunción            | Musical                       |
| FM 92.3 MHz  | Radio Los 40                | Asunción            | Musical                       |
| FM 92.7 MHz  | Radio Vibras                | Fernando de la Mora | Musical                       |
| FM 93.3 MHz  | Radio Coeyú                 | Lambaré             | Comunitaria                   |
| FM 93.5 MHz  | Radio Vianney               | Lambaré             | Religión                      |
| FM 94.3 MHz  | RQP Paraguay                | Asunción            | Variedades                    |
| FM 95.1 MHz  | Radio Nacional del Paraguay | Asunción            | Estatal                       |
| FM 95.5 MHz  | Rock & Pop Paraguay         | Asunción            | Musical                       |
| FM 96.5 MHz  | Radio Disney Paraguay       | Asunción            | Juvenil, Magazine             |
| FM 97.1 MHz  | Radio Latina Paraguay       | Asunción            | Variedades                    |
| FM 99.1 MHz  | Radio Corazón               | Asunción            | Informativo                   |
| FM 99.9 MHz  | Radio La 100                | Asunción            | Variedades                    |
| FM 100.1 MHz | Radio Canal 100             | Villa Elisa         | Variedades                    |
| FM 100.9 MHz | Radio Montecarlo            | Asunción            | Cultura                       |
| FM 101.3 MHz | Radio Farra                 | Asunción            | Musical, Magazine, Variedades |
| FM 102.7 MHz | Radio Aspen                 | Asunción            | Magazine                      |
| FM 103.1 MHz | Radio Popular               | Asunción            | Variedades                    |
| FM 103.7 MHz | Radio Exclusiva             | Lambaré             | Musical                       |
| FM 105.1 MHz | Radio Venus                 | Asunción            | Informativo                   |
| FM 106.5 MHz | Radio Palma                 | Asunción            | Musical                       |
| FM 106.9 MHz | Radio Urbana                | Asunción            | Musical                       |
| FM 107.3 MHz | Radio María Paraguay        | Asunción            | Religión                      |

## Deportes
El fútbol es el deporte más practicado en el Paraguay, siendo Asunción el principal foco de difusión de esta modalidad. Los clubes deportivos más importantes de la capital son: Cerro Porteño, Olimpia, Libertad, Guaraní, Nacional, entre otros.
El Estadio Defensores del Chaco, es el principal estadio independiente del país, está ubicado en el Barrio Sajonia. Su condición de estadio nacional y su gran capacidad hacen que sea utilizado para numerosos eventos culturales y conciertos. El mismo albergó los partidos de la Copa América 1999, entre otros eventos de gran envergadura. El Estadio General Pablo Rojas del Club Cerro Porteño también se encuentra dentro de los principales estadios del país, siendo este el de mayor capacidad en Paraguay.
La ciudad, cuenta además con importantes centros deportivos y recreativos como el Parque Ñu Guazú, la Secretaría Nacional de Deportes (donde se encuentra un estadio de Basquetbol y pistas de atletismo), el Asunción Golf Club, etc. Asunción es la sede central de la mayoría de las competiciones deportivas del país, ya sean de natación, tenis, golf, hanbol, basquetbol, fútbol, entre otros.
| Predecesor: Cochabamba | Ciudad Sudamericana 2022 | Sucesor: Rosario-Santa Fe |

## Ciudades hermanadas
- Andorra la Vieja, Andorra
- Argel, Argelia
- Buenos Aires, Argentina
- La Plata, Argentina[119]
- Rosario, Argentina
- Santa Fe, Argentina
- Río Cuarto, Argentina
- Posadas, Argentina
- Corrientes, Argentina
- Formosa, Argentina
- Resistencia, Argentina
- Yerba Buena, Argentina[120]
- Bruselas, Bélgica[121]
- La Paz, Bolivia[122]
- Tarija, Bolivia[123]
- Santa Cruz de la Sierra, Bolivia
- Brasilia, Brasil
- Campinas, Brasil
- Chapecó, Brasil[124]
- Curitiba, Brasil
- Florianópolis, Brasil
- São Paulo, Brasil
- Santiago, Chile
- Iquique, Chile
- Taipéi, República de China[125]
- Bogotá, Colombia
- Medellín, Colombia[124]
- Songpa-gu, Corea del Sur[126]
- San José, Costa Rica[127]
- Quito, Ecuador[128]
- Madrid, España
- Medina de Pomar, España
- Vitoria, España[129]
- Miami, Estados Unidos[130]
- Nashville, Estados Unidos
- Lyon, Francia[121]
- Nápoles, Italia
- Matera, Italia
- Chiba, Japón[131]
- Ciudad de México, México
- Puebla de Zaragoza, México[132]
- Lima, Perú
- Trujillo, Perú
- Chimbote, Perú
- Lisboa, Portugal[133]
- Liverpool, Inglaterra, Reino Unido
- Santo Domingo, República Dominicana
- Ginebra, Suiza
- Montevideo, Uruguay
- Canelones, Uruguay[134]
- Florida, Uruguay[135]
- Caracas, Venezuela